# Cartorhynchus
Cartorhynchus (que significa "focinho encurtado") é um gênero extinto de ictiossauriforme [en], um réptil marinho [en] que viveu durante a época do Triássico Inferior, cerca de 248 milhões de anos atrás. O gênero contém uma única espécie, Cartorhynchus lenticarpus, descrita em 2014 por Ryosuke Motani e colegas a partir de um esqueleto quase completo encontrado perto de Chaohu, na Província de Anhui, na China. Junto com seu parente próximo, Sclerocormus [en], o Cartorhynchus fez parte de uma rápida diversificação de répteis marinhos que ocorreu durante o Olenequiano, logo após o devastador evento de extinção Permo-Triássico. No entanto, esses répteis foram extintos devido a vulcanismo e mudanças no nível do mar no Triássico Médio.
Com cerca de 40 cm de comprimento, o Cartorhynchus era um animal pequeno, com corpo semelhante ao de um lagarto e tronco curto, provavelmente nadando de forma semelhante a uma enguia, com movimentos lentos. Seus membros apresentavam grande quantidade de cartilagem, permitindo que funcionassem como nadadeiras, o que possivelmente o capacitava a se mover em terra firme. Suas características mais marcantes eram o focinho curto e contraído e múltiplas fileiras de dentes semelhantes a molares, localizados na superfície interna das mandíbulas. Esses dentes só foram descobertos após a realização de uma tomografia computadorizada [en]. O Cartorhynchus provavelmente se alimentava de invertebrados de concha dura usando alimentação por sucção [en], embora o uso exato de seus dentes voltados para dentro ainda seja desconhecido. Ele representa uma das até cinco aquisições independentes de dentes semelhantes a molares entre os ictiossauriformes.

## Descoberta e nomeação

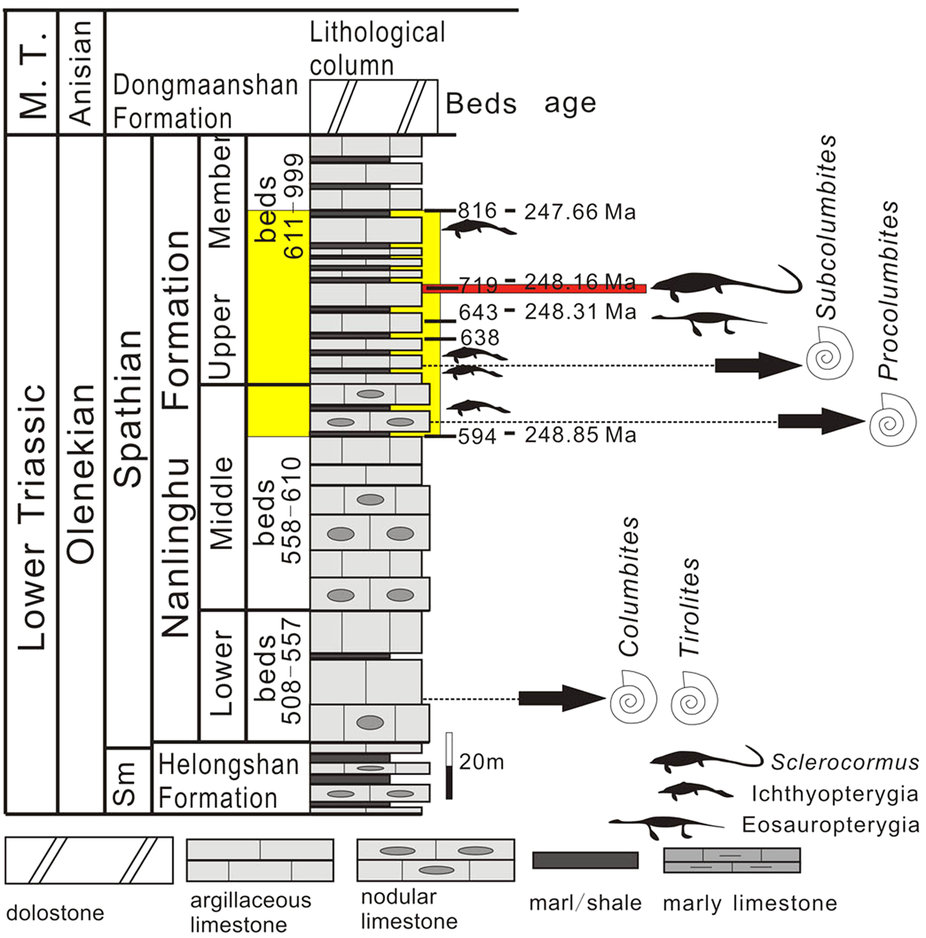
Diagrama estratigráfico da formação Nanlinghu na pedreira Majiashan (a localidade de origem de Sclerocormus está marcada em vermelho)

Em 2011, o único espécime conhecido de Cartorhynchus foi descoberto na Camada 633, no segundo nível da pedreira Majiashan, perto do centro de Chaohu, na Província de Anhui. As camadas rochosas dessa pedreira pertencem ao membro superior da formação Nanlinghu. O espécime consiste em um esqueleto quase completo, faltando apenas parte da cauda e alguns ossos da parte esquerda do crânio traseiro. A preservação do espécime provavelmente resultou de sua deposição em sedimentos com o lado direito para baixo, deixando o lado esquerdo exposto aos elementos. Ele recebeu o número de campo MT-II e, posteriormente, o número de espécime AGB 6257 no Museu Geológico de Anhui.
Em 2014, Ryosuke Motani e colegas descreveram o espécime na revista Nature como um novo gênero e espécie, Cartorhynchus lenticarpus. O nome genérico Cartorhynchus deriva das palavras gregas kartos (καρτός, "encurtado") e rhynchos (ῥύγχος, "focinho"), enquanto o nome específico lenticarpus vem das palavras latinas lentus ("flexível") e carpus ("punho"). Ambos os nomes referem-se a características anatômicas que o animal teria em vida. Inicialmente, acreditava-se que o espécime não tinha dentes, até que um dente isolado foi encontrado durante tentativas de remover rocha entre as mandíbulas fechadas. Como o espécime era frágil demais para expor o interior das mandíbulas, Jian-Dong Huang, Motani e outros colegas realizaram uma tomografia computadorizada de microescala (micro-CT) na Yinghua Testing Company, em Xangai, China. Em 2020, os resultados desse estudo foram publicados na revista Scientific Reports [en].

## Descrição

Comparação de tamanho

Na época de sua descoberta, o Cartorhynchus era o menor membro conhecido dos ictiossauriformes [en]. O espécime preservado tinha 21,4 cm de comprimento; assumindo proporções de cauda semelhantes às de parentes próximos, Motani e colegas estimaram um comprimento corporal total de 40 cm e um peso de 2 kg. Em 2021, Sander e colegas apresentaram uma estimativa de peso bem menor, de 237 g.

### Crânio

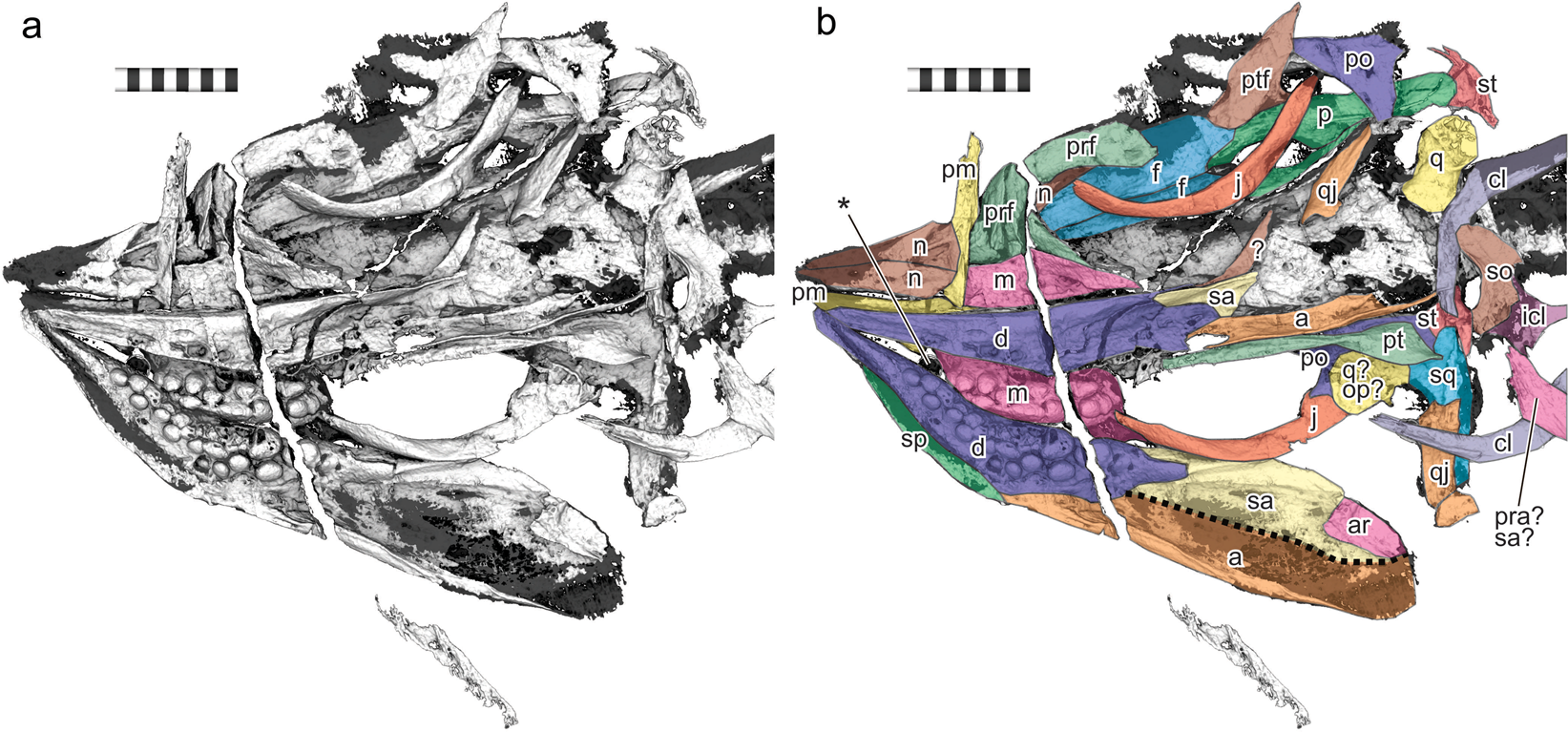
Reconstrução 3D do crânio, vista de baixo à esquerda, mostrando os dentes e o teto interno do crânio

O Cartorhynchus possuía um focinho excepcionalmente curto e contraído, ocupando apenas metade do comprimento do crânio, com uma mandíbula profunda. A ponta do focinho media apenas 6 mm de largura. Diferentemente da maioria dos répteis, seu osso nasal alcançava a frente do focinho. Devido à sua pré-maxila alongada, as narinas ósseas estavam posicionadas relativamente para trás no crânio, e o osso frontal não apresentava expansão em seu canto traseiro externo. Essas características eram compartilhadas com seu parente próximo, Sclerocormus [en]. No entanto, ao contrário deste, o osso frontal não contribuía para a órbita ocular no Cartorhynchus; os ossos pré-frontal [en] e pós-frontal não se encontravam acima da órbita; e a localização do grande orifício para a glândula pineal no teto do crânio era diferente: no Sclerocormus, estava na junção entre o frontal e os ossos parietais, mas no Cartorhynchus, localizava-se apenas nos parietais. O Cartorhynchus também possuía um osso hioide caracteristicamente grande.

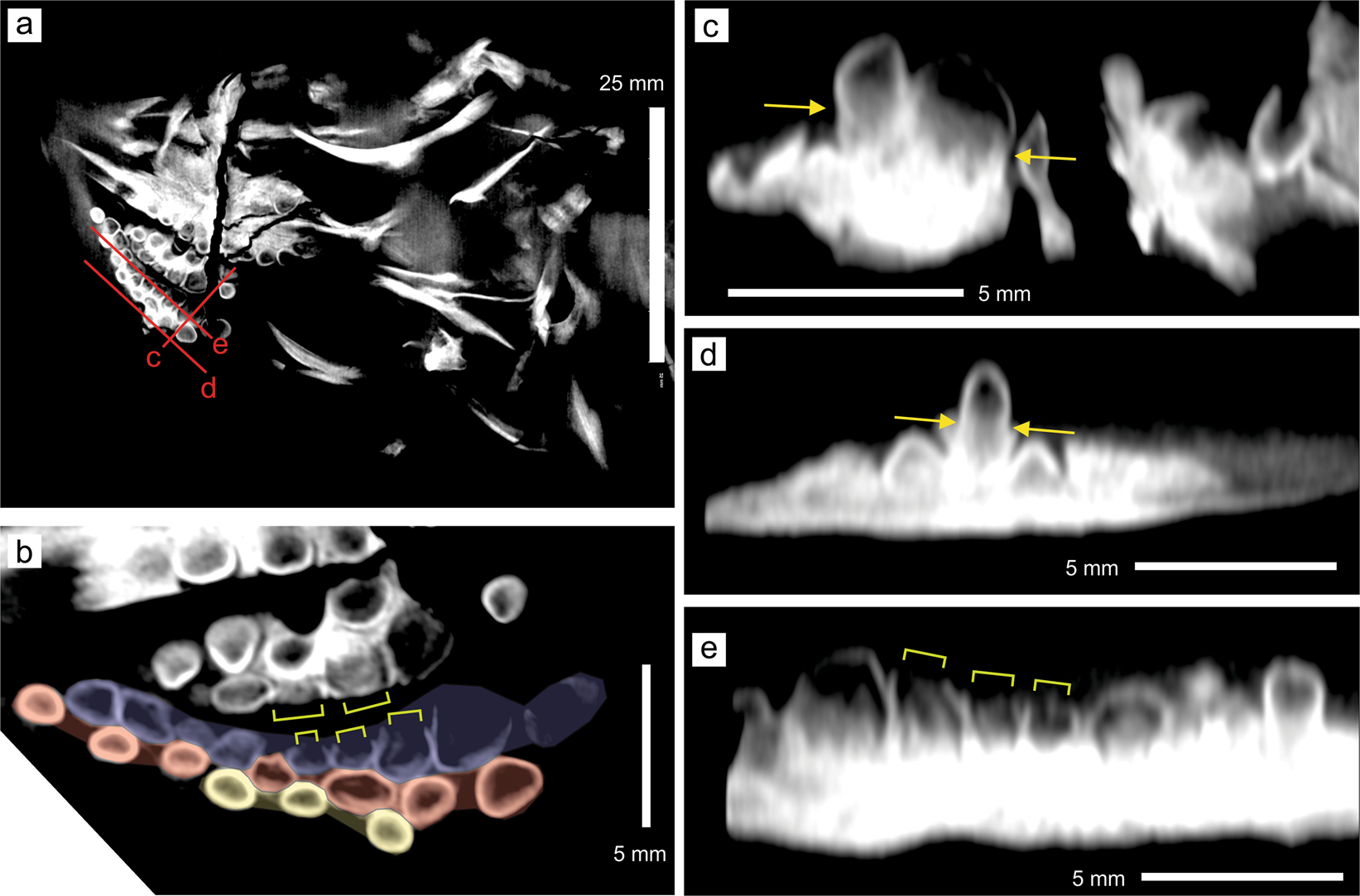
Tomografias do crânio, mostrando constrições (setas amarelas) e superfícies de desgaste (colchetes amarelos) nos dentes

 Inicialmente, Motani e colegas inferiram que o Cartorhynchus não possuía dentes; no entanto, a tomografia micro-CT revelou a presença de dentes arredondados, semelhantes a molares, projetados quase perpendicularmente ao eixo longitudinal da mandíbula, tornando-os invisíveis externamente. Todos os dentes eram completamente achatados ou ligeiramente pontiagudos, e muitos apresentavam uma constrição entre a raiz e a coroa. Diferentemente de outros ictiossauriformes com dentes molariformes, todas as coroas dentárias eram "inchadas" em grau semelhante. Na maxila (osso maxilar superior) e na dentária (osso maxilar inferior), os dentes estavam dispostos em três fileiras, com a fileira mais externa contendo os dentes mais numerosos e maiores; as maxilas tinham sete, cinco e provavelmente um dente cada, enquanto as dentárias tinham dez, sete e quatro dentes cada. Entre os ictiossauriformes, apenas o Cartorhynchus e o Xinminosaurus [en] possuem múltiplas fileiras de dentes. A disposição dos dentes significava que os dentes inferiores mais frontais não teriam correspondentes superiores, e que as duas dentárias que formavam a mandíbula inferior não estavam fortemente fundidas. Essa característica era compartilhada com seus parentes próximos, os hupehsuchianos [en] desprovidos de dentes.

### Esqueleto pós-craniano

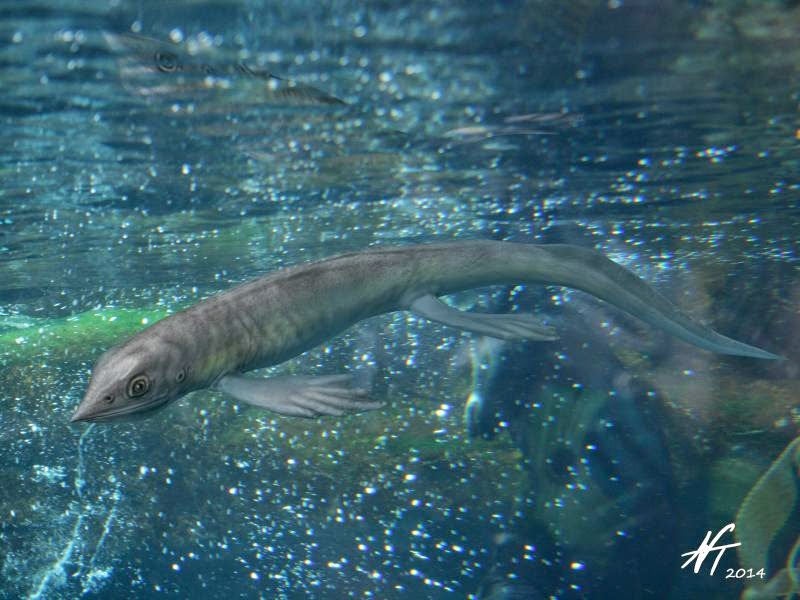
Reconstrução da aparência em vida

O Cartorhynchus possuía, aparentemente, 5 vértebras cervicais e 26 vértebras dorsais, totalizando 31 vértebras pré-sacrais (vértebras anteriores ao sacro, ou quadril). Junto com o Sclerocormus (com 34 pré-sacrais) e o Chaohusaurus [en] (com 36 pré-sacrais), o Cartorhynchus está dentro da faixa típica para animais terrestres, ao contrário das 40 a 80 vértebras pré-sacrais comuns entre os ictiopterígios mais derivados (especializados). Diferentemente do Sclerocormus, as espinhas neurais que se projetavam do topo das vértebras no Cartorhynchus eram relativamente estreitas e inclinadas, em vez de largas e flangeadas. O Cartorhynchus também pode ser distinguido por suas parapófises, processos vertebrais que se articulavam com as costelas; suas margens frontais eram confluentes com as das vértebras.
Tanto o Cartorhynchus quanto o Sclerocormus tinham caixas torácicas robustas, mais profundas perto do ombro, com costelas largas, achatadas e de paredes espessas (paquiostóticas [en]), como comumente visto em membros iniciais de linhagens de répteis secundariamente aquáticos. Os ictiopterígios perderam essas costelas achatadas, com exceção do Mollesaurus [en]. Na parte inferior do tórax, os gastrálios do Cartorhynchus eram finos e em forma de varinha, ao contrário da "cesta" achatada do Sclerocormus, mas ambos careciam de outro par de elementos simétricos na linha média do corpo.
Os membros do Cartorhynchus eram pouco ossificados (apenas três dedos da mão eram ossificados), com ossos amplamente espaçados, particularmente entre os ossos do carpo e os dedos, sugerindo a presença de extensa cartilagem nos membros. Isso tornava os membros semelhantes a nadadeiras. As nadadeiras dos membros anteriores do Cartorhynchus eram curvadas para trás, com os dedos inclinados a 50° em relação ao eixo dos ossos longos (zeugopódio), enquanto os membros posteriores eram curvados para frente. O fêmur do Cartorhynchus era reto e não expandido em sua extremidade inferior. O Sclerocormus tinha membros semelhantes, exceto que eram melhor ossificados, e sua curvatura preservada pode não ter sido natural.

## Classificação

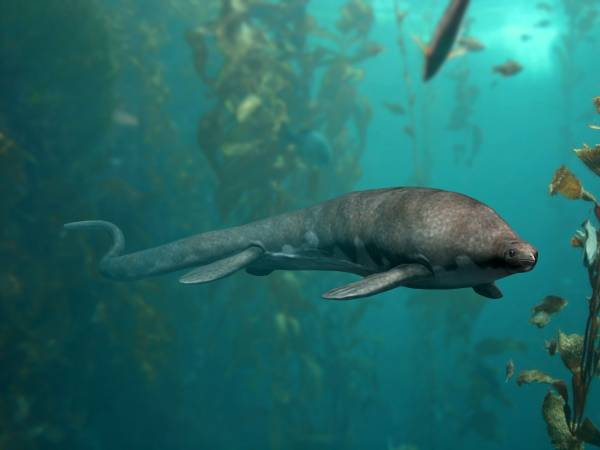
Sclerocormus é o parente mais próximo do Cartorhynchus, com os dois formando os Nasorostra

A escassez de restos fósseis completos resultou em falta de clareza sobre as origens dos Ictiopterígios, incluindo os ictiossauros. Durante muitos anos, seus fósseis foram considerados como surgindo abruptamente no Triássico Médio com fortes adaptações aquáticas. A descoberta do Cartorhynchus e do Sclerocormus preencheu parcialmente essa lacuna. Análises filogenéticas conduzidas por Motani e colegas descobriram que os dois eram próximos, formando um clado (grupo) chamado Nasorostra [en], e estavam relacionados aos Ictiopterígios, dos quais os nasorostrans formavam o grupo-irmão. O Cartorhynchus e o Sclerocormus eram unidos por seus focinhos curtos, ossos nasais alongados, mandíbulas profundas, frontais sem expansões, caixas torácicas mais profundas perto do ombro e escápulas (omoplatas) mais largas na extremidade inferior do que na superior.
A incorporação dos nasorostrans nas análises filogenéticas também forneceu evidências em apoio aos hupehsuchianos como parentes próximos dos ictiopterígios. Em 2014, Motani e colegas nomearam o clado formado por Nasorostra e Ictiopterígios como Ictiossauriformes, e o clado formado por Ictiossauriformes e Hupehsuchia como Ictiossauromorpha [en]. Notavelmente, a relação próxima entre esses grupos foi recuperada independentemente de características ligadas a adaptações aquáticas serem removidas da análise. Tais características podem ter se desenvolvido homoplasticamente (por evolução convergente) entre várias linhagens devido a estilos de vida semelhantes, o que pode enviesar análises filogenéticas para reconstruí-las como homologias (derivadas de ancestralidade compartilhada). A persistência dessas relações reconstruídas mesmo após a remoção de características aquáticas aponta para sua robustez.
Abaixo, a árvore filogenética da análise filogenética publicada por Huang, Motani e colegas em 2020, na descrição de Chaohusaurus brevifemoralis, é parcialmente reproduzida:
|  | Sclerocormus [en]                |
|  |                                  |
|  | Cartorhynchus — Dentes achatados |
|  |                                  |

|  | Chaohusaurus geishanensis [en] — Dentes arredondados                                                                                             |
|  | |
|  | Chaohusaurus zhangjiawanensis [en] |
|  | |
|  | \| \| Chaohusaurus brevifemoralis [en] — Dentes arredondados \| \| \| \| \| \| Chaohusaurus chaoxianensis [en] — Dentes arredondados \| \| \| \| |
|  | |
|  | Chaohusaurus brevifemoralis [en] — Dentes arredondados                                                                                           |
|  | |
|  | Chaohusaurus chaoxianensis [en] — Dentes arredondados                                                                                            |
|  | |

|  | Chaohusaurus brevifemoralis [en] — Dentes arredondados |
|  |                                                        |
|  | Chaohusaurus chaoxianensis [en] — Dentes arredondados  |
|  |                                                        |

|  | Utatsusaurus [en] — Dentes cônicos                                                                      |
|  | |
|  | Parvinatator [en] — Dentes cônicos                                                                      |
|  | |
|  | \| \| Grippia — Dentes arredondados \| \| \| \| \| \| Gulosaurus [en] — Dentes arredondados \| \| \| \| |
|  | |
|  | Grippia — Dentes arredondados                                                                           |
|  | |
|  | Gulosaurus [en] — Dentes arredondados                                                                   |
|  | |

|  | Grippia — Dentes arredondados         |
|  |                                       |
|  | Gulosaurus [en] — Dentes arredondados |
|  |                                       |

|  | Cymbospondylus buchseri — Dentes cônicos |
|  |                                          |
|  | Cymbospondylus nichollsi                 |
|  |                                          |
|  | Cymbospondylus piscosus — Dentes cônicos |
|  |                                          |
|  | Thalattoarchon [en] — Dentes cônicos     |
|  |                                          |
|  | Xinminosaurus [en] — Dentes achatados    |
|  |                                          |

|  | Mixosaurus kuhnschnyderi [en] — Dentes arredondados |
|  |                                                     |
|  | Mixosaurus panxianensis [en] — Dentes arredondados  |
|  |                                                     |

|  | Phalarodon atavus [en] — Dentes cônicos                                                                                    |
|  | |
|  | \| \| Phalarodon callawayi [en] — Dentes achatados \| \| \| \| \| \| Phalarodon fraasi [en] — Dentes achatados \| \| \| \| |
|  | |
|  | Phalarodon callawayi [en] — Dentes achatados                                                                               |
|  | |
|  | Phalarodon fraasi [en] — Dentes achatados                                                                                  |
|  | |

|  | Phalarodon callawayi [en] — Dentes achatados |
|  |                                              |
|  | Phalarodon fraasi [en] — Dentes achatados    |
|  |                                              |

|  | Mixosaurus kuhnschnyderi [en] — Dentes arredondados |
|  |                                                     |
|  | Mixosaurus panxianensis [en] — Dentes arredondados  |
|  |                                                     |

|  | Phalarodon atavus [en] — Dentes cônicos                                                                                    |
|  | |
|  | \| \| Phalarodon callawayi [en] — Dentes achatados \| \| \| \| \| \| Phalarodon fraasi [en] — Dentes achatados \| \| \| \| |
|  | |
|  | Phalarodon callawayi [en] — Dentes achatados                                                                               |
|  | |
|  | Phalarodon fraasi [en] — Dentes achatados                                                                                  |
|  | |

|  | Phalarodon callawayi [en] — Dentes achatados |
|  |                                              |
|  | Phalarodon fraasi [en] — Dentes achatados    |
|  |                                              |

|  | Mixosaurus kuhnschnyderi [en] — Dentes arredondados |
|  |                                                     |
|  | Mixosaurus panxianensis [en] — Dentes arredondados  |
|  |                                                     |

|  | Phalarodon atavus [en] — Dentes cônicos                                                                                    |
|  | |
|  | \| \| Phalarodon callawayi [en] — Dentes achatados \| \| \| \| \| \| Phalarodon fraasi [en] — Dentes achatados \| \| \| \| |
|  | |
|  | Phalarodon callawayi [en] — Dentes achatados                                                                               |
|  | |
|  | Phalarodon fraasi [en] — Dentes achatados                                                                                  |
|  | |

|  | Phalarodon callawayi [en] — Dentes achatados |
|  |                                              |
|  | Phalarodon fraasi [en] — Dentes achatados    |
|  |                                              |

|  | Mixosaurus kuhnschnyderi [en] — Dentes arredondados |
|  |                                                     |
|  | Mixosaurus panxianensis [en] — Dentes arredondados  |
|  |                                                     |

|  | Phalarodon atavus [en] — Dentes cônicos                                                                                    |
|  | |
|  | \| \| Phalarodon callawayi [en] — Dentes achatados \| \| \| \| \| \| Phalarodon fraasi [en] — Dentes achatados \| \| \| \| |
|  | |
|  | Phalarodon callawayi [en] — Dentes achatados                                                                               |
|  | |
|  | Phalarodon fraasi [en] — Dentes achatados                                                                                  |
|  | |

|  | Phalarodon callawayi [en] — Dentes achatados |
|  |                                              |
|  | Phalarodon fraasi [en] — Dentes achatados    |
|  |                                              |

|  | Cymbospondylus buchseri — Dentes cônicos |
|  |                                          |
|  | Cymbospondylus nichollsi                 |
|  |                                          |
|  | Cymbospondylus piscosus — Dentes cônicos |
|  |                                          |
|  | Thalattoarchon [en] — Dentes cônicos     |
|  |                                          |
|  | Xinminosaurus [en] — Dentes achatados    |
|  |                                          |

|  | Mixosaurus kuhnschnyderi [en] — Dentes arredondados |
|  |                                                     |
|  | Mixosaurus panxianensis [en] — Dentes arredondados  |
|  |                                                     |

|  | Phalarodon atavus [en] — Dentes cônicos                                                                                    |
|  | |
|  | \| \| Phalarodon callawayi [en] — Dentes achatados \| \| \| \| \| \| Phalarodon fraasi [en] — Dentes achatados \| \| \| \| |
|  | |
|  | Phalarodon callawayi [en] — Dentes achatados                                                                               |
|  | |
|  | Phalarodon fraasi [en] — Dentes achatados                                                                                  |
|  | |

|  | Phalarodon callawayi [en] — Dentes achatados |
|  |                                              |
|  | Phalarodon fraasi [en] — Dentes achatados    |
|  |                                              |

|  | Mixosaurus kuhnschnyderi [en] — Dentes arredondados |
|  |                                                     |
|  | Mixosaurus panxianensis [en] — Dentes arredondados  |
|  |                                                     |

|  | Phalarodon atavus [en] — Dentes cônicos                                                                                    |
|  | |
|  | \| \| Phalarodon callawayi [en] — Dentes achatados \| \| \| \| \| \| Phalarodon fraasi [en] — Dentes achatados \| \| \| \| |
|  | |
|  | Phalarodon callawayi [en] — Dentes achatados                                                                               |
|  | |
|  | Phalarodon fraasi [en] — Dentes achatados                                                                                  |
|  | |

|  | Phalarodon callawayi [en] — Dentes achatados |
|  |                                              |
|  | Phalarodon fraasi [en] — Dentes achatados    |
|  |                                              |

|  | Mixosaurus kuhnschnyderi [en] — Dentes arredondados |
|  |                                                     |
|  | Mixosaurus panxianensis [en] — Dentes arredondados  |
|  |                                                     |

|  | Phalarodon atavus [en] — Dentes cônicos                                                                                    |
|  | |
|  | \| \| Phalarodon callawayi [en] — Dentes achatados \| \| \| \| \| \| Phalarodon fraasi [en] — Dentes achatados \| \| \| \| |
|  | |
|  | Phalarodon callawayi [en] — Dentes achatados                                                                               |
|  | |
|  | Phalarodon fraasi [en] — Dentes achatados                                                                                  |
|  | |

|  | Phalarodon callawayi [en] — Dentes achatados |
|  |                                              |
|  | Phalarodon fraasi [en] — Dentes achatados    |
|  |                                              |

|  | Mixosaurus kuhnschnyderi [en] — Dentes arredondados |
|  |                                                     |
|  | Mixosaurus panxianensis [en] — Dentes arredondados  |
|  |                                                     |

|  | Phalarodon atavus [en] — Dentes cônicos                                                                                    |
|  | |
|  | \| \| Phalarodon callawayi [en] — Dentes achatados \| \| \| \| \| \| Phalarodon fraasi [en] — Dentes achatados \| \| \| \| |
|  | |
|  | Phalarodon callawayi [en] — Dentes achatados                                                                               |
|  | |
|  | Phalarodon fraasi [en] — Dentes achatados                                                                                  |
|  | |

|  | Phalarodon callawayi [en] — Dentes achatados |
|  |                                              |
|  | Phalarodon fraasi [en] — Dentes achatados    |
|  |                                              |

|  | Utatsusaurus [en] — Dentes cônicos                                                                      |
|  | |
|  | Parvinatator [en] — Dentes cônicos                                                                      |
|  | |
|  | \| \| Grippia — Dentes arredondados \| \| \| \| \| \| Gulosaurus [en] — Dentes arredondados \| \| \| \| |
|  | |
|  | Grippia — Dentes arredondados                                                                           |
|  | |
|  | Gulosaurus [en] — Dentes arredondados                                                                   |
|  | |

|  | Grippia — Dentes arredondados         |
|  |                                       |
|  | Gulosaurus [en] — Dentes arredondados |
|  |                                       |

|  | Cymbospondylus buchseri — Dentes cônicos |
|  |                                          |
|  | Cymbospondylus nichollsi                 |
|  |                                          |
|  | Cymbospondylus piscosus — Dentes cônicos |
|  |                                          |
|  | Thalattoarchon [en] — Dentes cônicos     |
|  |                                          |
|  | Xinminosaurus [en] — Dentes achatados    |
|  |                                          |

|  | Mixosaurus kuhnschnyderi [en] — Dentes arredondados |
|  |                                                     |
|  | Mixosaurus panxianensis [en] — Dentes arredondados  |
|  |                                                     |

|  | Phalarodon atavus [en] — Dentes cônicos                                                                                    |
|  | |
|  | \| \| Phalarodon callawayi [en] — Dentes achatados \| \| \| \| \| \| Phalarodon fraasi [en] — Dentes achatados \| \| \| \| |
|  | |
|  | Phalarodon callawayi [en] — Dentes achatados                                                                               |
|  | |
|  | Phalarodon fraasi [en] — Dentes achatados                                                                                  |
|  | |

|  | Phalarodon callawayi [en] — Dentes achatados |
|  |                                              |
|  | Phalarodon fraasi [en] — Dentes achatados    |
|  |                                              |

|  | Mixosaurus kuhnschnyderi [en] — Dentes arredondados |
|  |                                                     |
|  | Mixosaurus panxianensis [en] — Dentes arredondados  |
|  |                                                     |

|  | Phalarodon atavus [en] — Dentes cônicos                                                                                    |
|  | |
|  | \| \| Phalarodon callawayi [en] — Dentes achatados \| \| \| \| \| \| Phalarodon fraasi [en] — Dentes achatados \| \| \| \| |
|  | |
|  | Phalarodon callawayi [en] — Dentes achatados                                                                               |
|  | |
|  | Phalarodon fraasi [en] — Dentes achatados                                                                                  |
|  | |

|  | Phalarodon callawayi [en] — Dentes achatados |
|  |                                              |
|  | Phalarodon fraasi [en] — Dentes achatados    |
|  |                                              |

|  | Mixosaurus kuhnschnyderi [en] — Dentes arredondados |
|  |                                                     |
|  | Mixosaurus panxianensis [en] — Dentes arredondados  |
|  |                                                     |

|  | Phalarodon atavus [en] — Dentes cônicos                                                                                    |
|  | |
|  | \| \| Phalarodon callawayi [en] — Dentes achatados \| \| \| \| \| \| Phalarodon fraasi [en] — Dentes achatados \| \| \| \| |
|  | |
|  | Phalarodon callawayi [en] — Dentes achatados                                                                               |
|  | |
|  | Phalarodon fraasi [en] — Dentes achatados                                                                                  |
|  | |

|  | Phalarodon callawayi [en] — Dentes achatados |
|  |                                              |
|  | Phalarodon fraasi [en] — Dentes achatados    |
|  |                                              |

|  | Mixosaurus kuhnschnyderi [en] — Dentes arredondados |
|  |                                                     |
|  | Mixosaurus panxianensis [en] — Dentes arredondados  |
|  |                                                     |

|  | Phalarodon atavus [en] — Dentes cônicos                                                                                    |
|  | |
|  | \| \| Phalarodon callawayi [en] — Dentes achatados \| \| \| \| \| \| Phalarodon fraasi [en] — Dentes achatados \| \| \| \| |
|  | |
|  | Phalarodon callawayi [en] — Dentes achatados                                                                               |
|  | |
|  | Phalarodon fraasi [en] — Dentes achatados                                                                                  |
|  | |

|  | Phalarodon callawayi [en] — Dentes achatados |
|  |                                              |
|  | Phalarodon fraasi [en] — Dentes achatados    |
|  |                                              |

|  | Cymbospondylus buchseri — Dentes cônicos |
|  |                                          |
|  | Cymbospondylus nichollsi                 |
|  |                                          |
|  | Cymbospondylus piscosus — Dentes cônicos |
|  |                                          |
|  | Thalattoarchon [en] — Dentes cônicos     |
|  |                                          |
|  | Xinminosaurus [en] — Dentes achatados    |
|  |                                          |

|  | Mixosaurus kuhnschnyderi [en] — Dentes arredondados |
|  |                                                     |
|  | Mixosaurus panxianensis [en] — Dentes arredondados  |
|  |                                                     |

|  | Phalarodon atavus [en] — Dentes cônicos                                                                                    |
|  | |
|  | \| \| Phalarodon callawayi [en] — Dentes achatados \| \| \| \| \| \| Phalarodon fraasi [en] — Dentes achatados \| \| \| \| |
|  | |
|  | Phalarodon callawayi [en] — Dentes achatados                                                                               |
|  | |
|  | Phalarodon fraasi [en] — Dentes achatados                                                                                  |
|  | |

|  | Phalarodon callawayi [en] — Dentes achatados |
|  |                                              |
|  | Phalarodon fraasi [en] — Dentes achatados    |
|  |                                              |

|  | Mixosaurus kuhnschnyderi [en] — Dentes arredondados |
|  |                                                     |
|  | Mixosaurus panxianensis [en] — Dentes arredondados  |
|  |                                                     |

|  | Phalarodon atavus [en] — Dentes cônicos                                                                                    |
|  | |
|  | \| \| Phalarodon callawayi [en] — Dentes achatados \| \| \| \| \| \| Phalarodon fraasi [en] — Dentes achatados \| \| \| \| |
|  | |
|  | Phalarodon callawayi [en] — Dentes achatados                                                                               |
|  | |
|  | Phalarodon fraasi [en] — Dentes achatados                                                                                  |
|  | |

|  | Phalarodon callawayi [en] — Dentes achatados |
|  |                                              |
|  | Phalarodon fraasi [en] — Dentes achatados    |
|  |                                              |

|  | Mixosaurus kuhnschnyderi [en] — Dentes arredondados |
|  |                                                     |
|  | Mixosaurus panxianensis [en] — Dentes arredondados  |
|  |                                                     |

|  | Phalarodon atavus [en] — Dentes cônicos                                                                                    |
|  | |
|  | \| \| Phalarodon callawayi [en] — Dentes achatados \| \| \| \| \| \| Phalarodon fraasi [en] — Dentes achatados \| \| \| \| |
|  | |
|  | Phalarodon callawayi [en] — Dentes achatados                                                                               |
|  | |
|  | Phalarodon fraasi [en] — Dentes achatados                                                                                  |
|  | |

|  | Phalarodon callawayi [en] — Dentes achatados |
|  |                                              |
|  | Phalarodon fraasi [en] — Dentes achatados    |
|  |                                              |

|  | Mixosaurus kuhnschnyderi [en] — Dentes arredondados |
|  |                                                     |
|  | Mixosaurus panxianensis [en] — Dentes arredondados  |
|  |                                                     |

|  | Phalarodon atavus [en] — Dentes cônicos                                                                                    |
|  | |
|  | \| \| Phalarodon callawayi [en] — Dentes achatados \| \| \| \| \| \| Phalarodon fraasi [en] — Dentes achatados \| \| \| \| |
|  | |
|  | Phalarodon callawayi [en] — Dentes achatados                                                                               |
|  | |
|  | Phalarodon fraasi [en] — Dentes achatados                                                                                  |
|  | |

|  | Phalarodon callawayi [en] — Dentes achatados |
|  |                                              |
|  | Phalarodon fraasi [en] — Dentes achatados    |
|  |                                              |

|  | Chaohusaurus geishanensis [en] — Dentes arredondados                                                                                             |
|  | |
|  | Chaohusaurus zhangjiawanensis [en] |
|  | |
|  | \| \| Chaohusaurus brevifemoralis [en] — Dentes arredondados \| \| \| \| \| \| Chaohusaurus chaoxianensis [en] — Dentes arredondados \| \| \| \| |
|  | |
|  | Chaohusaurus brevifemoralis [en] — Dentes arredondados                                                                                           |
|  | |
|  | Chaohusaurus chaoxianensis [en] — Dentes arredondados                                                                                            |
|  | |

|  | Chaohusaurus brevifemoralis [en] — Dentes arredondados |
|  |                                                        |
|  | Chaohusaurus chaoxianensis [en] — Dentes arredondados  |
|  |                                                        |

|  | Utatsusaurus [en] — Dentes cônicos                                                                      |
|  | |
|  | Parvinatator [en] — Dentes cônicos                                                                      |
|  | |
|  | \| \| Grippia — Dentes arredondados \| \| \| \| \| \| Gulosaurus [en] — Dentes arredondados \| \| \| \| |
|  | |
|  | Grippia — Dentes arredondados                                                                           |
|  | |
|  | Gulosaurus [en] — Dentes arredondados                                                                   |
|  | |

|  | Grippia — Dentes arredondados         |
|  |                                       |
|  | Gulosaurus [en] — Dentes arredondados |
|  |                                       |

|  | Cymbospondylus buchseri — Dentes cônicos |
|  |                                          |
|  | Cymbospondylus nichollsi                 |
|  |                                          |
|  | Cymbospondylus piscosus — Dentes cônicos |
|  |                                          |
|  | Thalattoarchon [en] — Dentes cônicos     |
|  |                                          |
|  | Xinminosaurus [en] — Dentes achatados    |
|  |                                          |

|  | Mixosaurus kuhnschnyderi [en] — Dentes arredondados |
|  |                                                     |
|  | Mixosaurus panxianensis [en] — Dentes arredondados  |
|  |                                                     |

|  | Phalarodon atavus [en] — Dentes cônicos                                                                                    |
|  | |
|  | \| \| Phalarodon callawayi [en] — Dentes achatados \| \| \| \| \| \| Phalarodon fraasi [en] — Dentes achatados \| \| \| \| |
|  | |
|  | Phalarodon callawayi [en] — Dentes achatados                                                                               |
|  | |
|  | Phalarodon fraasi [en] — Dentes achatados                                                                                  |
|  | |

|  | Phalarodon callawayi [en] — Dentes achatados |
|  |                                              |
|  | Phalarodon fraasi [en] — Dentes achatados    |
|  |                                              |

|  | Mixosaurus kuhnschnyderi [en] — Dentes arredondados |
|  |                                                     |
|  | Mixosaurus panxianensis [en] — Dentes arredondados  |
|  |                                                     |

|  | Phalarodon atavus [en] — Dentes cônicos                                                                                    |
|  | |
|  | \| \| Phalarodon callawayi [en] — Dentes achatados \| \| \| \| \| \| Phalarodon fraasi [en] — Dentes achatados \| \| \| \| |
|  | |
|  | Phalarodon callawayi [en] — Dentes achatados                                                                               |
|  | |
|  | Phalarodon fraasi [en] — Dentes achatados                                                                                  |
|  | |

|  | Phalarodon callawayi [en] — Dentes achatados |
|  |                                              |
|  | Phalarodon fraasi [en] — Dentes achatados    |
|  |                                              |

|  | Mixosaurus kuhnschnyderi [en] — Dentes arredondados |
|  |                                                     |
|  | Mixosaurus panxianensis [en] — Dentes arredondados  |
|  |                                                     |

|  | Phalarodon atavus [en] — Dentes cônicos                                                                                    |
|  | |
|  | \| \| Phalarodon callawayi [en] — Dentes achatados \| \| \| \| \| \| Phalarodon fraasi [en] — Dentes achatados \| \| \| \| |
|  | |
|  | Phalarodon callawayi [en] — Dentes achatados                                                                               |
|  | |
|  | Phalarodon fraasi [en] — Dentes achatados                                                                                  |
|  | |

|  | Phalarodon callawayi [en] — Dentes achatados |
|  |                                              |
|  | Phalarodon fraasi [en] — Dentes achatados    |
|  |                                              |

|  | Mixosaurus kuhnschnyderi [en] — Dentes arredondados |
|  |                                                     |
|  | Mixosaurus panxianensis [en] — Dentes arredondados  |
|  |                                                     |

|  | Phalarodon atavus [en] — Dentes cônicos                                                                                    |
|  | |
|  | \| \| Phalarodon callawayi [en] — Dentes achatados \| \| \| \| \| \| Phalarodon fraasi [en] — Dentes achatados \| \| \| \| |
|  | |
|  | Phalarodon callawayi [en] — Dentes achatados                                                                               |
|  | |
|  | Phalarodon fraasi [en] — Dentes achatados                                                                                  |
|  | |

|  | Phalarodon callawayi [en] — Dentes achatados |
|  |                                              |
|  | Phalarodon fraasi [en] — Dentes achatados    |
|  |                                              |

|  | Cymbospondylus buchseri — Dentes cônicos |
|  |                                          |
|  | Cymbospondylus nichollsi                 |
|  |                                          |
|  | Cymbospondylus piscosus — Dentes cônicos |
|  |                                          |
|  | Thalattoarchon [en] — Dentes cônicos     |
|  |                                          |
|  | Xinminosaurus [en] — Dentes achatados    |
|  |                                          |

|  | Mixosaurus kuhnschnyderi [en] — Dentes arredondados |
|  |                                                     |
|  | Mixosaurus panxianensis [en] — Dentes arredondados  |
|  |                                                     |

|  | Phalarodon atavus [en] — Dentes cônicos                                                                                    |
|  | |
|  | \| \| Phalarodon callawayi [en] — Dentes achatados \| \| \| \| \| \| Phalarodon fraasi [en] — Dentes achatados \| \| \| \| |
|  | |
|  | Phalarodon callawayi [en] — Dentes achatados                                                                               |
|  | |
|  | Phalarodon fraasi [en] — Dentes achatados                                                                                  |
|  | |

|  | Phalarodon callawayi [en] — Dentes achatados |
|  |                                              |
|  | Phalarodon fraasi [en] — Dentes achatados    |
|  |                                              |

|  | Mixosaurus kuhnschnyderi [en] — Dentes arredondados |
|  |                                                     |
|  | Mixosaurus panxianensis [en] — Dentes arredondados  |
|  |                                                     |

|  | Phalarodon atavus [en] — Dentes cônicos                                                                                    |
|  | |
|  | \| \| Phalarodon callawayi [en] — Dentes achatados \| \| \| \| \| \| Phalarodon fraasi [en] — Dentes achatados \| \| \| \| |
|  | |
|  | Phalarodon callawayi [en] — Dentes achatados                                                                               |
|  | |
|  | Phalarodon fraasi [en] — Dentes achatados                                                                                  |
|  | |

|  | Phalarodon callawayi [en] — Dentes achatados |
|  |                                              |
|  | Phalarodon fraasi [en] — Dentes achatados    |
|  |                                              |

|  | Mixosaurus kuhnschnyderi [en] — Dentes arredondados |
|  |                                                     |
|  | Mixosaurus panxianensis [en] — Dentes arredondados  |
|  |                                                     |

|  | Phalarodon atavus [en] — Dentes cônicos                                                                                    |
|  | |
|  | \| \| Phalarodon callawayi [en] — Dentes achatados \| \| \| \| \| \| Phalarodon fraasi [en] — Dentes achatados \| \| \| \| |
|  | |
|  | Phalarodon callawayi [en] — Dentes achatados                                                                               |
|  | |
|  | Phalarodon fraasi [en] — Dentes achatados                                                                                  |
|  | |

|  | Phalarodon callawayi [en] — Dentes achatados |
|  |                                              |
|  | Phalarodon fraasi [en] — Dentes achatados    |
|  |                                              |

|  | Mixosaurus kuhnschnyderi [en] — Dentes arredondados |
|  |                                                     |
|  | Mixosaurus panxianensis [en] — Dentes arredondados  |
|  |                                                     |

|  | Phalarodon atavus [en] — Dentes cônicos                                                                                    |
|  | |
|  | \| \| Phalarodon callawayi [en] — Dentes achatados \| \| \| \| \| \| Phalarodon fraasi [en] — Dentes achatados \| \| \| \| |
|  | |
|  | Phalarodon callawayi [en] — Dentes achatados                                                                               |
|  | |
|  | Phalarodon fraasi [en] — Dentes achatados                                                                                  |
|  | |

|  | Phalarodon callawayi [en] — Dentes achatados |
|  |                                              |
|  | Phalarodon fraasi [en] — Dentes achatados    |
|  |                                              |

|  | Utatsusaurus [en] — Dentes cônicos                                                                      |
|  | |
|  | Parvinatator [en] — Dentes cônicos                                                                      |
|  | |
|  | \| \| Grippia — Dentes arredondados \| \| \| \| \| \| Gulosaurus [en] — Dentes arredondados \| \| \| \| |
|  | |
|  | Grippia — Dentes arredondados                                                                           |
|  | |
|  | Gulosaurus [en] — Dentes arredondados                                                                   |
|  | |

|  | Grippia — Dentes arredondados         |
|  |                                       |
|  | Gulosaurus [en] — Dentes arredondados |
|  |                                       |

|  | Cymbospondylus buchseri — Dentes cônicos |
|  |                                          |
|  | Cymbospondylus nichollsi                 |
|  |                                          |
|  | Cymbospondylus piscosus — Dentes cônicos |
|  |                                          |
|  | Thalattoarchon [en] — Dentes cônicos     |
|  |                                          |
|  | Xinminosaurus [en] — Dentes achatados    |
|  |                                          |

|  | Mixosaurus kuhnschnyderi [en] — Dentes arredondados |
|  |                                                     |
|  | Mixosaurus panxianensis [en] — Dentes arredondados  |
|  |                                                     |

|  | Phalarodon atavus [en] — Dentes cônicos                                                                                    |
|  | |
|  | \| \| Phalarodon callawayi [en] — Dentes achatados \| \| \| \| \| \| Phalarodon fraasi [en] — Dentes achatados \| \| \| \| |
|  | |
|  | Phalarodon callawayi [en] — Dentes achatados                                                                               |
|  | |
|  | Phalarodon fraasi [en] — Dentes achatados                                                                                  |
|  | |

|  | Phalarodon callawayi [en] — Dentes achatados |
|  |                                              |
|  | Phalarodon fraasi [en] — Dentes achatados    |
|  |                                              |

|  | Mixosaurus kuhnschnyderi [en] — Dentes arredondados |
|  |                                                     |
|  | Mixosaurus panxianensis [en] — Dentes arredondados  |
|  |                                                     |

|  | Phalarodon atavus [en] — Dentes cônicos                                                                                    |
|  | |
|  | \| \| Phalarodon callawayi [en] — Dentes achatados \| \| \| \| \| \| Phalarodon fraasi [en] — Dentes achatados \| \| \| \| |
|  | |
|  | Phalarodon callawayi [en] — Dentes achatados                                                                               |
|  | |
|  | Phalarodon fraasi [en] — Dentes achatados                                                                                  |
|  | |

|  | Phalarodon callawayi [en] — Dentes achatados |
|  |                                              |
|  | Phalarodon fraasi [en] — Dentes achatados    |
|  |                                              |

|  | Mixosaurus kuhnschnyderi [en] — Dentes arredondados |
|  |                                                     |
|  | Mixosaurus panxianensis [en] — Dentes arredondados  |
|  |                                                     |

|  | Phalarodon atavus [en] — Dentes cônicos                                                                                    |
|  | |
|  | \| \| Phalarodon callawayi [en] — Dentes achatados \| \| \| \| \| \| Phalarodon fraasi [en] — Dentes achatados \| \| \| \| |
|  | |
|  | Phalarodon callawayi [en] — Dentes achatados                                                                               |
|  | |
|  | Phalarodon fraasi [en] — Dentes achatados                                                                                  |
|  | |

|  | Phalarodon callawayi [en] — Dentes achatados |
|  |                                              |
|  | Phalarodon fraasi [en] — Dentes achatados    |
|  |                                              |

|  | Mixosaurus kuhnschnyderi [en] — Dentes arredondados |
|  |                                                     |
|  | Mixosaurus panxianensis [en] — Dentes arredondados  |
|  |                                                     |

|  | Phalarodon atavus [en] — Dentes cônicos                                                                                    |
|  | |
|  | \| \| Phalarodon callawayi [en] — Dentes achatados \| \| \| \| \| \| Phalarodon fraasi [en] — Dentes achatados \| \| \| \| |
|  | |
|  | Phalarodon callawayi [en] — Dentes achatados                                                                               |
|  | |
|  | Phalarodon fraasi [en] — Dentes achatados                                                                                  |
|  | |

|  | Phalarodon callawayi [en] — Dentes achatados |
|  |                                              |
|  | Phalarodon fraasi [en] — Dentes achatados    |
|  |                                              |

|  | Cymbospondylus buchseri — Dentes cônicos |
|  |                                          |
|  | Cymbospondylus nichollsi                 |
|  |                                          |
|  | Cymbospondylus piscosus — Dentes cônicos |
|  |                                          |
|  | Thalattoarchon [en] — Dentes cônicos     |
|  |                                          |
|  | Xinminosaurus [en] — Dentes achatados    |
|  |                                          |

|  | Mixosaurus kuhnschnyderi [en] — Dentes arredondados |
|  |                                                     |
|  | Mixosaurus panxianensis [en] — Dentes arredondados  |
|  |                                                     |

|  | Phalarodon atavus [en] — Dentes cônicos                                                                                    |
|  | |
|  | \| \| Phalarodon callawayi [en] — Dentes achatados \| \| \| \| \| \| Phalarodon fraasi [en] — Dentes achatados \| \| \| \| |
|  | |
|  | Phalarodon callawayi [en] — Dentes achatados                                                                               |
|  | |
|  | Phalarodon fraasi [en] — Dentes achatados                                                                                  |
|  | |

|  | Phalarodon callawayi [en] — Dentes achatados |
|  |                                              |
|  | Phalarodon fraasi [en] — Dentes achatados    |
|  |                                              |

|  | Mixosaurus kuhnschnyderi [en] — Dentes arredondados |
|  |                                                     |
|  | Mixosaurus panxianensis [en] — Dentes arredondados  |
|  |                                                     |

|  | Phalarodon atavus [en] — Dentes cônicos                                                                                    |
|  | |
|  | \| \| Phalarodon callawayi [en] — Dentes achatados \| \| \| \| \| \| Phalarodon fraasi [en] — Dentes achatados \| \| \| \| |
|  | |
|  | Phalarodon callawayi [en] — Dentes achatados                                                                               |
|  | |
|  | Phalarodon fraasi [en] — Dentes achatados                                                                                  |
|  | |

|  | Phalarodon callawayi [en] — Dentes achatados |
|  |                                              |
|  | Phalarodon fraasi [en] — Dentes achatados    |
|  |                                              |

|  | Mixosaurus kuhnschnyderi [en] — Dentes arredondados |
|  |                                                     |
|  | Mixosaurus panxianensis [en] — Dentes arredondados  |
|  |                                                     |

|  | Phalarodon atavus [en] — Dentes cônicos                                                                                    |
|  | |
|  | \| \| Phalarodon callawayi [en] — Dentes achatados \| \| \| \| \| \| Phalarodon fraasi [en] — Dentes achatados \| \| \| \| |
|  | |
|  | Phalarodon callawayi [en] — Dentes achatados                                                                               |
|  | |
|  | Phalarodon fraasi [en] — Dentes achatados                                                                                  |
|  | |

|  | Phalarodon callawayi [en] — Dentes achatados |
|  |                                              |
|  | Phalarodon fraasi [en] — Dentes achatados    |
|  |                                              |

|  | Mixosaurus kuhnschnyderi [en] — Dentes arredondados |
|  |                                                     |
|  | Mixosaurus panxianensis [en] — Dentes arredondados  |
|  |                                                     |

|  | Phalarodon atavus [en] — Dentes cônicos                                                                                    |
|  | |
|  | \| \| Phalarodon callawayi [en] — Dentes achatados \| \| \| \| \| \| Phalarodon fraasi [en] — Dentes achatados \| \| \| \| |
|  | |
|  | Phalarodon callawayi [en] — Dentes achatados                                                                               |
|  | |
|  | Phalarodon fraasi [en] — Dentes achatados                                                                                  |
|  | |

|  | Phalarodon callawayi [en] — Dentes achatados |
|  |                                              |
|  | Phalarodon fraasi [en] — Dentes achatados    |
|  |                                              |

|  | Sclerocormus [en]                |
|  |                                  |
|  | Cartorhynchus — Dentes achatados |
|  |                                  |

|  | Chaohusaurus geishanensis [en] — Dentes arredondados                                                                                             |
|  | |
|  | Chaohusaurus zhangjiawanensis [en] |
|  | |
|  | \| \| Chaohusaurus brevifemoralis [en] — Dentes arredondados \| \| \| \| \| \| Chaohusaurus chaoxianensis [en] — Dentes arredondados \| \| \| \| |
|  | |
|  | Chaohusaurus brevifemoralis [en] — Dentes arredondados                                                                                           |
|  | |
|  | Chaohusaurus chaoxianensis [en] — Dentes arredondados                                                                                            |
|  | |

|  | Chaohusaurus brevifemoralis [en] — Dentes arredondados |
|  |                                                        |
|  | Chaohusaurus chaoxianensis [en] — Dentes arredondados  |
|  |                                                        |

|  | Utatsusaurus [en] — Dentes cônicos                                                                      |
|  | |
|  | Parvinatator [en] — Dentes cônicos                                                                      |
|  | |
|  | \| \| Grippia — Dentes arredondados \| \| \| \| \| \| Gulosaurus [en] — Dentes arredondados \| \| \| \| |
|  | |
|  | Grippia — Dentes arredondados                                                                           |
|  | |
|  | Gulosaurus [en] — Dentes arredondados                                                                   |
|  | |

|  | Grippia — Dentes arredondados         |
|  |                                       |
|  | Gulosaurus [en] — Dentes arredondados |
|  |                                       |

|  | Cymbospondylus buchseri — Dentes cônicos |
|  |                                          |
|  | Cymbospondylus nichollsi                 |
|  |                                          |
|  | Cymbospondylus piscosus — Dentes cônicos |
|  |                                          |
|  | Thalattoarchon [en] — Dentes cônicos     |
|  |                                          |
|  | Xinminosaurus [en] — Dentes achatados    |
|  |                                          |

|  | Mixosaurus kuhnschnyderi [en] — Dentes arredondados |
|  |                                                     |
|  | Mixosaurus panxianensis [en] — Dentes arredondados  |
|  |                                                     |

|  | Phalarodon atavus [en] — Dentes cônicos                                                                                    |
|  | |
|  | \| \| Phalarodon callawayi [en] — Dentes achatados \| \| \| \| \| \| Phalarodon fraasi [en] — Dentes achatados \| \| \| \| |
|  | |
|  | Phalarodon callawayi [en] — Dentes achatados                                                                               |
|  | |
|  | Phalarodon fraasi [en] — Dentes achatados                                                                                  |
|  | |

|  | Phalarodon callawayi [en] — Dentes achatados |
|  |                                              |
|  | Phalarodon fraasi [en] — Dentes achatados    |
|  |                                              |

|  | Mixosaurus kuhnschnyderi [en] — Dentes arredondados |
|  |                                                     |
|  | Mixosaurus panxianensis [en] — Dentes arredondados  |
|  |                                                     |

|  | Phalarodon atavus [en] — Dentes cônicos                                                                                    |
|  | |
|  | \| \| Phalarodon callawayi [en] — Dentes achatados \| \| \| \| \| \| Phalarodon fraasi [en] — Dentes achatados \| \| \| \| |
|  | |
|  | Phalarodon callawayi [en] — Dentes achatados                                                                               |
|  | |
|  | Phalarodon fraasi [en] — Dentes achatados                                                                                  |
|  | |

|  | Phalarodon callawayi [en] — Dentes achatados |
|  |                                              |
|  | Phalarodon fraasi [en] — Dentes achatados    |
|  |                                              |

|  | Mixosaurus kuhnschnyderi [en] — Dentes arredondados |
|  |                                                     |
|  | Mixosaurus panxianensis [en] — Dentes arredondados  |
|  |                                                     |

|  | Phalarodon atavus [en] — Dentes cônicos                                                                                    |
|  | |
|  | \| \| Phalarodon callawayi [en] — Dentes achatados \| \| \| \| \| \| Phalarodon fraasi [en] — Dentes achatados \| \| \| \| |
|  | |
|  | Phalarodon callawayi [en] — Dentes achatados                                                                               |
|  | |
|  | Phalarodon fraasi [en] — Dentes achatados                                                                                  |
|  | |

|  | Phalarodon callawayi [en] — Dentes achatados |
|  |                                              |
|  | Phalarodon fraasi [en] — Dentes achatados    |
|  |                                              |

|  | Mixosaurus kuhnschnyderi [en] — Dentes arredondados |
|  |                                                     |
|  | Mixosaurus panxianensis [en] — Dentes arredondados  |
|  |                                                     |

|  | Phalarodon atavus [en] — Dentes cônicos                                                                                    |
|  | |
|  | \| \| Phalarodon callawayi [en] — Dentes achatados \| \| \| \| \| \| Phalarodon fraasi [en] — Dentes achatados \| \| \| \| |
|  | |
|  | Phalarodon callawayi [en] — Dentes achatados                                                                               |
|  | |
|  | Phalarodon fraasi [en] — Dentes achatados                                                                                  |
|  | |

|  | Phalarodon callawayi [en] — Dentes achatados |
|  |                                              |
|  | Phalarodon fraasi [en] — Dentes achatados    |
|  |                                              |

|  | Cymbospondylus buchseri — Dentes cônicos |
|  |                                          |
|  | Cymbospondylus nichollsi                 |
|  |                                          |
|  | Cymbospondylus piscosus — Dentes cônicos |
|  |                                          |
|  | Thalattoarchon [en] — Dentes cônicos     |
|  |                                          |
|  | Xinminosaurus [en] — Dentes achatados    |
|  |                                          |

|  | Mixosaurus kuhnschnyderi [en] — Dentes arredondados |
|  |                                                     |
|  | Mixosaurus panxianensis [en] — Dentes arredondados  |
|  |                                                     |

|  | Phalarodon atavus [en] — Dentes cônicos                                                                                    |
|  | |
|  | \| \| Phalarodon callawayi [en] — Dentes achatados \| \| \| \| \| \| Phalarodon fraasi [en] — Dentes achatados \| \| \| \| |
|  | |
|  | Phalarodon callawayi [en] — Dentes achatados                                                                               |
|  | |
|  | Phalarodon fraasi [en] — Dentes achatados                                                                                  |
|  | |

|  | Phalarodon callawayi [en] — Dentes achatados |
|  |                                              |
|  | Phalarodon fraasi [en] — Dentes achatados    |
|  |                                              |

|  | Mixosaurus kuhnschnyderi [en] — Dentes arredondados |
|  |                                                     |
|  | Mixosaurus panxianensis [en] — Dentes arredondados  |
|  |                                                     |

|  | Phalarodon atavus [en] — Dentes cônicos                                                                                    |
|  | |
|  | \| \| Phalarodon callawayi [en] — Dentes achatados \| \| \| \| \| \| Phalarodon fraasi [en] — Dentes achatados \| \| \| \| |
|  | |
|  | Phalarodon callawayi [en] — Dentes achatados                                                                               |
|  | |
|  | Phalarodon fraasi [en] — Dentes achatados                                                                                  |
|  | |

|  | Phalarodon callawayi [en] — Dentes achatados |
|  |                                              |
|  | Phalarodon fraasi [en] — Dentes achatados    |
|  |                                              |

|  | Mixosaurus kuhnschnyderi [en] — Dentes arredondados |
|  |                                                     |
|  | Mixosaurus panxianensis [en] — Dentes arredondados  |
|  |                                                     |

|  | Phalarodon atavus [en] — Dentes cônicos                                                                                    |
|  | |
|  | \| \| Phalarodon callawayi [en] — Dentes achatados \| \| \| \| \| \| Phalarodon fraasi [en] — Dentes achatados \| \| \| \| |
|  | |
|  | Phalarodon callawayi [en] — Dentes achatados                                                                               |
|  | |
|  | Phalarodon fraasi [en] — Dentes achatados                                                                                  |
|  | |

|  | Phalarodon callawayi [en] — Dentes achatados |
|  |                                              |
|  | Phalarodon fraasi [en] — Dentes achatados    |
|  |                                              |

|  | Mixosaurus kuhnschnyderi [en] — Dentes arredondados |
|  |                                                     |
|  | Mixosaurus panxianensis [en] — Dentes arredondados  |
|  |                                                     |

|  | Phalarodon atavus [en] — Dentes cônicos                                                                                    |
|  | |
|  | \| \| Phalarodon callawayi [en] — Dentes achatados \| \| \| \| \| \| Phalarodon fraasi [en] — Dentes achatados \| \| \| \| |
|  | |
|  | Phalarodon callawayi [en] — Dentes achatados                                                                               |
|  | |
|  | Phalarodon fraasi [en] — Dentes achatados                                                                                  |
|  | |

|  | Phalarodon callawayi [en] — Dentes achatados |
|  |                                              |
|  | Phalarodon fraasi [en] — Dentes achatados    |
|  |                                              |

|  | Utatsusaurus [en] — Dentes cônicos                                                                      |
|  | |
|  | Parvinatator [en] — Dentes cônicos                                                                      |
|  | |
|  | \| \| Grippia — Dentes arredondados \| \| \| \| \| \| Gulosaurus [en] — Dentes arredondados \| \| \| \| |
|  | |
|  | Grippia — Dentes arredondados                                                                           |
|  | |
|  | Gulosaurus [en] — Dentes arredondados                                                                   |
|  | |

|  | Grippia — Dentes arredondados         |
|  |                                       |
|  | Gulosaurus [en] — Dentes arredondados |
|  |                                       |

|  | Cymbospondylus buchseri — Dentes cônicos |
|  |                                          |
|  | Cymbospondylus nichollsi                 |
|  |                                          |
|  | Cymbospondylus piscosus — Dentes cônicos |
|  |                                          |
|  | Thalattoarchon [en] — Dentes cônicos     |
|  |                                          |
|  | Xinminosaurus [en] — Dentes achatados    |
|  |                                          |

|  | Mixosaurus kuhnschnyderi [en] — Dentes arredondados |
|  |                                                     |
|  | Mixosaurus panxianensis [en] — Dentes arredondados  |
|  |                                                     |

|  | Phalarodon atavus [en] — Dentes cônicos                                                                                    |
|  | |
|  | \| \| Phalarodon callawayi [en] — Dentes achatados \| \| \| \| \| \| Phalarodon fraasi [en] — Dentes achatados \| \| \| \| |
|  | |
|  | Phalarodon callawayi [en] — Dentes achatados                                                                               |
|  | |
|  | Phalarodon fraasi [en] — Dentes achatados                                                                                  |
|  | |

|  | Phalarodon callawayi [en] — Dentes achatados |
|  |                                              |
|  | Phalarodon fraasi [en] — Dentes achatados    |
|  |                                              |

|  | Mixosaurus kuhnschnyderi [en] — Dentes arredondados |
|  |                                                     |
|  | Mixosaurus panxianensis [en] — Dentes arredondados  |
|  |                                                     |

|  | Phalarodon atavus [en] — Dentes cônicos                                                                                    |
|  | |
|  | \| \| Phalarodon callawayi [en] — Dentes achatados \| \| \| \| \| \| Phalarodon fraasi [en] — Dentes achatados \| \| \| \| |
|  | |
|  | Phalarodon callawayi [en] — Dentes achatados                                                                               |
|  | |
|  | Phalarodon fraasi [en] — Dentes achatados                                                                                  |
|  | |

|  | Phalarodon callawayi [en] — Dentes achatados |
|  |                                              |
|  | Phalarodon fraasi [en] — Dentes achatados    |
|  |                                              |

|  | Mixosaurus kuhnschnyderi [en] — Dentes arredondados |
|  |                                                     |
|  | Mixosaurus panxianensis [en] — Dentes arredondados  |
|  |                                                     |

|  | Phalarodon atavus [en] — Dentes cônicos                                                                                    |
|  | |
|  | \| \| Phalarodon callawayi [en] — Dentes achatados \| \| \| \| \| \| Phalarodon fraasi [en] — Dentes achatados \| \| \| \| |
|  | |
|  | Phalarodon callawayi [en] — Dentes achatados                                                                               |
|  | |
|  | Phalarodon fraasi [en] — Dentes achatados                                                                                  |
|  | |

|  | Phalarodon callawayi [en] — Dentes achatados |
|  |                                              |
|  | Phalarodon fraasi [en] — Dentes achatados    |
|  |                                              |

|  | Mixosaurus kuhnschnyderi [en] — Dentes arredondados |
|  |                                                     |
|  | Mixosaurus panxianensis [en] — Dentes arredondados  |
|  |                                                     |

|  | Phalarodon atavus [en] — Dentes cônicos                                                                                    |
|  | |
|  | \| \| Phalarodon callawayi [en] — Dentes achatados \| \| \| \| \| \| Phalarodon fraasi [en] — Dentes achatados \| \| \| \| |
|  | |
|  | Phalarodon callawayi [en] — Dentes achatados                                                                               |
|  | |
|  | Phalarodon fraasi [en] — Dentes achatados                                                                                  |
|  | |

|  | Phalarodon callawayi [en] — Dentes achatados |
|  |                                              |
|  | Phalarodon fraasi [en] — Dentes achatados    |
|  |                                              |

|  | Cymbospondylus buchseri — Dentes cônicos |
|  |                                          |
|  | Cymbospondylus nichollsi                 |
|  |                                          |
|  | Cymbospondylus piscosus — Dentes cônicos |
|  |                                          |
|  | Thalattoarchon [en] — Dentes cônicos     |
|  |                                          |
|  | Xinminosaurus [en] — Dentes achatados    |
|  |                                          |

|  | Mixosaurus kuhnschnyderi [en] — Dentes arredondados |
|  |                                                     |
|  | Mixosaurus panxianensis [en] — Dentes arredondados  |
|  |                                                     |

|  | Phalarodon atavus [en] — Dentes cônicos                                                                                    |
|  | |
|  | \| \| Phalarodon callawayi [en] — Dentes achatados \| \| \| \| \| \| Phalarodon fraasi [en] — Dentes achatados \| \| \| \| |
|  | |
|  | Phalarodon callawayi [en] — Dentes achatados                                                                               |
|  | |
|  | Phalarodon fraasi [en] — Dentes achatados                                                                                  |
|  | |

|  | Phalarodon callawayi [en] — Dentes achatados |
|  |                                              |
|  | Phalarodon fraasi [en] — Dentes achatados    |
|  |                                              |

|  | Mixosaurus kuhnschnyderi [en] — Dentes arredondados |
|  |                                                     |
|  | Mixosaurus panxianensis [en] — Dentes arredondados  |
|  |                                                     |

|  | Phalarodon atavus [en] — Dentes cônicos                                                                                    |
|  | |
|  | \| \| Phalarodon callawayi [en] — Dentes achatados \| \| \| \| \| \| Phalarodon fraasi [en] — Dentes achatados \| \| \| \| |
|  | |
|  | Phalarodon callawayi [en] — Dentes achatados                                                                               |
|  | |
|  | Phalarodon fraasi [en] — Dentes achatados                                                                                  |
|  | |

|  | Phalarodon callawayi [en] — Dentes achatados |
|  |                                              |
|  | Phalarodon fraasi [en] — Dentes achatados    |
|  |                                              |

|  | Mixosaurus kuhnschnyderi [en] — Dentes arredondados |
|  |                                                     |
|  | Mixosaurus panxianensis [en] — Dentes arredondados  |
|  |                                                     |

|  | Phalarodon atavus [en] — Dentes cônicos                                                                                    |
|  | |
|  | \| \| Phalarodon callawayi [en] — Dentes achatados \| \| \| \| \| \| Phalarodon fraasi [en] — Dentes achatados \| \| \| \| |
|  | |
|  | Phalarodon callawayi [en] — Dentes achatados                                                                               |
|  | |
|  | Phalarodon fraasi [en] — Dentes achatados                                                                                  |
|  | |

|  | Phalarodon callawayi [en] — Dentes achatados |
|  |                                              |
|  | Phalarodon fraasi [en] — Dentes achatados    |
|  |                                              |

|  | Mixosaurus kuhnschnyderi [en] — Dentes arredondados |
|  |                                                     |
|  | Mixosaurus panxianensis [en] — Dentes arredondados  |
|  |                                                     |

|  | Phalarodon atavus [en] — Dentes cônicos                                                                                    |
|  | |
|  | \| \| Phalarodon callawayi [en] — Dentes achatados \| \| \| \| \| \| Phalarodon fraasi [en] — Dentes achatados \| \| \| \| |
|  | |
|  | Phalarodon callawayi [en] — Dentes achatados                                                                               |
|  | |
|  | Phalarodon fraasi [en] — Dentes achatados                                                                                  |
|  | |

|  | Phalarodon callawayi [en] — Dentes achatados |
|  |                                              |
|  | Phalarodon fraasi [en] — Dentes achatados    |
|  |                                              |

|  | Chaohusaurus geishanensis [en] — Dentes arredondados                                                                                             |
|  | |
|  | Chaohusaurus zhangjiawanensis [en] |
|  | |
|  | \| \| Chaohusaurus brevifemoralis [en] — Dentes arredondados \| \| \| \| \| \| Chaohusaurus chaoxianensis [en] — Dentes arredondados \| \| \| \| |
|  | |
|  | Chaohusaurus brevifemoralis [en] — Dentes arredondados                                                                                           |
|  | |
|  | Chaohusaurus chaoxianensis [en] — Dentes arredondados                                                                                            |
|  | |

|  | Chaohusaurus brevifemoralis [en] — Dentes arredondados |
|  |                                                        |
|  | Chaohusaurus chaoxianensis [en] — Dentes arredondados  |
|  |                                                        |

|  | Utatsusaurus [en] — Dentes cônicos                                                                      |
|  | |
|  | Parvinatator [en] — Dentes cônicos                                                                      |
|  | |
|  | \| \| Grippia — Dentes arredondados \| \| \| \| \| \| Gulosaurus [en] — Dentes arredondados \| \| \| \| |
|  | |
|  | Grippia — Dentes arredondados                                                                           |
|  | |
|  | Gulosaurus [en] — Dentes arredondados                                                                   |
|  | |

|  | Grippia — Dentes arredondados         |
|  |                                       |
|  | Gulosaurus [en] — Dentes arredondados |
|  |                                       |

|  | Cymbospondylus buchseri — Dentes cônicos |
|  |                                          |
|  | Cymbospondylus nichollsi                 |
|  |                                          |
|  | Cymbospondylus piscosus — Dentes cônicos |
|  |                                          |
|  | Thalattoarchon [en] — Dentes cônicos     |
|  |                                          |
|  | Xinminosaurus [en] — Dentes achatados    |
|  |                                          |

|  | Mixosaurus kuhnschnyderi [en] — Dentes arredondados |
|  |                                                     |
|  | Mixosaurus panxianensis [en] — Dentes arredondados  |
|  |                                                     |

|  | Phalarodon atavus [en] — Dentes cônicos                                                                                    |
|  | |
|  | \| \| Phalarodon callawayi [en] — Dentes achatados \| \| \| \| \| \| Phalarodon fraasi [en] — Dentes achatados \| \| \| \| |
|  | |
|  | Phalarodon callawayi [en] — Dentes achatados                                                                               |
|  | |
|  | Phalarodon fraasi [en] — Dentes achatados                                                                                  |
|  | |

|  | Phalarodon callawayi [en] — Dentes achatados |
|  |                                              |
|  | Phalarodon fraasi [en] — Dentes achatados    |
|  |                                              |

|  | Mixosaurus kuhnschnyderi [en] — Dentes arredondados |
|  |                                                     |
|  | Mixosaurus panxianensis [en] — Dentes arredondados  |
|  |                                                     |

|  | Phalarodon atavus [en] — Dentes cônicos                                                                                    |
|  | |
|  | \| \| Phalarodon callawayi [en] — Dentes achatados \| \| \| \| \| \| Phalarodon fraasi [en] — Dentes achatados \| \| \| \| |
|  | |
|  | Phalarodon callawayi [en] — Dentes achatados                                                                               |
|  | |
|  | Phalarodon fraasi [en] — Dentes achatados                                                                                  |
|  | |

|  | Phalarodon callawayi [en] — Dentes achatados |
|  |                                              |
|  | Phalarodon fraasi [en] — Dentes achatados    |
|  |                                              |

|  | Mixosaurus kuhnschnyderi [en] — Dentes arredondados |
|  |                                                     |
|  | Mixosaurus panxianensis [en] — Dentes arredondados  |
|  |                                                     |

|  | Phalarodon atavus [en] — Dentes cônicos                                                                                    |
|  | |
|  | \| \| Phalarodon callawayi [en] — Dentes achatados \| \| \| \| \| \| Phalarodon fraasi [en] — Dentes achatados \| \| \| \| |
|  | |
|  | Phalarodon callawayi [en] — Dentes achatados                                                                               |
|  | |
|  | Phalarodon fraasi [en] — Dentes achatados                                                                                  |
|  | |

|  | Phalarodon callawayi [en] — Dentes achatados |
|  |                                              |
|  | Phalarodon fraasi [en] — Dentes achatados    |
|  |                                              |

|  | Mixosaurus kuhnschnyderi [en] — Dentes arredondados |
|  |                                                     |
|  | Mixosaurus panxianensis [en] — Dentes arredondados  |
|  |                                                     |

|  | Phalarodon atavus [en] — Dentes cônicos                                                                                    |
|  | |
|  | \| \| Phalarodon callawayi [en] — Dentes achatados \| \| \| \| \| \| Phalarodon fraasi [en] — Dentes achatados \| \| \| \| |
|  | |
|  | Phalarodon callawayi [en] — Dentes achatados                                                                               |
|  | |
|  | Phalarodon fraasi [en] — Dentes achatados                                                                                  |
|  | |

|  | Phalarodon callawayi [en] — Dentes achatados |
|  |                                              |
|  | Phalarodon fraasi [en] — Dentes achatados    |
|  |                                              |

|  | Cymbospondylus buchseri — Dentes cônicos |
|  |                                          |
|  | Cymbospondylus nichollsi                 |
|  |                                          |
|  | Cymbospondylus piscosus — Dentes cônicos |
|  |                                          |
|  | Thalattoarchon [en] — Dentes cônicos     |
|  |                                          |
|  | Xinminosaurus [en] — Dentes achatados    |
|  |                                          |

|  | Mixosaurus kuhnschnyderi [en] — Dentes arredondados |
|  |                                                     |
|  | Mixosaurus panxianensis [en] — Dentes arredondados  |
|  |                                                     |

|  | Phalarodon atavus [en] — Dentes cônicos                                                                                    |
|  | |
|  | \| \| Phalarodon callawayi [en] — Dentes achatados \| \| \| \| \| \| Phalarodon fraasi [en] — Dentes achatados \| \| \| \| |
|  | |
|  | Phalarodon callawayi [en] — Dentes achatados                                                                               |
|  | |
|  | Phalarodon fraasi [en] — Dentes achatados                                                                                  |
|  | |

|  | Phalarodon callawayi [en] — Dentes achatados |
|  |                                              |
|  | Phalarodon fraasi [en] — Dentes achatados    |
|  |                                              |

|  | Mixosaurus kuhnschnyderi [en] — Dentes arredondados |
|  |                                                     |
|  | Mixosaurus panxianensis [en] — Dentes arredondados  |
|  |                                                     |

|  | Phalarodon atavus [en] — Dentes cônicos                                                                                    |
|  | |
|  | \| \| Phalarodon callawayi [en] — Dentes achatados \| \| \| \| \| \| Phalarodon fraasi [en] — Dentes achatados \| \| \| \| |
|  | |
|  | Phalarodon callawayi [en] — Dentes achatados                                                                               |
|  | |
|  | Phalarodon fraasi [en] — Dentes achatados                                                                                  |
|  | |

|  | Phalarodon callawayi [en] — Dentes achatados |
|  |                                              |
|  | Phalarodon fraasi [en] — Dentes achatados    |
|  |                                              |

|  | Mixosaurus kuhnschnyderi [en] — Dentes arredondados |
|  |                                                     |
|  | Mixosaurus panxianensis [en] — Dentes arredondados  |
|  |                                                     |

|  | Phalarodon atavus [en] — Dentes cônicos                                                                                    |
|  | |
|  | \| \| Phalarodon callawayi [en] — Dentes achatados \| \| \| \| \| \| Phalarodon fraasi [en] — Dentes achatados \| \| \| \| |
|  | |
|  | Phalarodon callawayi [en] — Dentes achatados                                                                               |
|  | |
|  | Phalarodon fraasi [en] — Dentes achatados                                                                                  |
|  | |

|  | Phalarodon callawayi [en] — Dentes achatados |
|  |                                              |
|  | Phalarodon fraasi [en] — Dentes achatados    |
|  |                                              |

|  | Mixosaurus kuhnschnyderi [en] — Dentes arredondados |
|  |                                                     |
|  | Mixosaurus panxianensis [en] — Dentes arredondados  |
|  |                                                     |

|  | Phalarodon atavus [en] — Dentes cônicos                                                                                    |
|  | |
|  | \| \| Phalarodon callawayi [en] — Dentes achatados \| \| \| \| \| \| Phalarodon fraasi [en] — Dentes achatados \| \| \| \| |
|  | |
|  | Phalarodon callawayi [en] — Dentes achatados                                                                               |
|  | |
|  | Phalarodon fraasi [en] — Dentes achatados                                                                                  |
|  | |

|  | Phalarodon callawayi [en] — Dentes achatados |
|  |                                              |
|  | Phalarodon fraasi [en] — Dentes achatados    |
|  |                                              |

|  | Utatsusaurus [en] — Dentes cônicos                                                                      |
|  | |
|  | Parvinatator [en] — Dentes cônicos                                                                      |
|  | |
|  | \| \| Grippia — Dentes arredondados \| \| \| \| \| \| Gulosaurus [en] — Dentes arredondados \| \| \| \| |
|  | |
|  | Grippia — Dentes arredondados                                                                           |
|  | |
|  | Gulosaurus [en] — Dentes arredondados                                                                   |
|  | |

|  | Grippia — Dentes arredondados         |
|  |                                       |
|  | Gulosaurus [en] — Dentes arredondados |
|  |                                       |

|  | Cymbospondylus buchseri — Dentes cônicos |
|  |                                          |
|  | Cymbospondylus nichollsi                 |
|  |                                          |
|  | Cymbospondylus piscosus — Dentes cônicos |
|  |                                          |
|  | Thalattoarchon [en] — Dentes cônicos     |
|  |                                          |
|  | Xinminosaurus [en] — Dentes achatados    |
|  |                                          |

|  | Mixosaurus kuhnschnyderi [en] — Dentes arredondados |
|  |                                                     |
|  | Mixosaurus panxianensis [en] — Dentes arredondados  |
|  |                                                     |

|  | Phalarodon atavus [en] — Dentes cônicos                                                                                    |
|  | |
|  | \| \| Phalarodon callawayi [en] — Dentes achatados \| \| \| \| \| \| Phalarodon fraasi [en] — Dentes achatados \| \| \| \| |
|  | |
|  | Phalarodon callawayi [en] — Dentes achatados                                                                               |
|  | |
|  | Phalarodon fraasi [en] — Dentes achatados                                                                                  |
|  | |

|  | Phalarodon callawayi [en] — Dentes achatados |
|  |                                              |
|  | Phalarodon fraasi [en] — Dentes achatados    |
|  |                                              |

|  | Mixosaurus kuhnschnyderi [en] — Dentes arredondados |
|  |                                                     |
|  | Mixosaurus panxianensis [en] — Dentes arredondados  |
|  |                                                     |

|  | Phalarodon atavus [en] — Dentes cônicos                                                                                    |
|  | |
|  | \| \| Phalarodon callawayi [en] — Dentes achatados \| \| \| \| \| \| Phalarodon fraasi [en] — Dentes achatados \| \| \| \| |
|  | |
|  | Phalarodon callawayi [en] — Dentes achatados                                                                               |
|  | |
|  | Phalarodon fraasi [en] — Dentes achatados                                                                                  |
|  | |

|  | Phalarodon callawayi [en] — Dentes achatados |
|  |                                              |
|  | Phalarodon fraasi [en] — Dentes achatados    |
|  |                                              |

|  | Mixosaurus kuhnschnyderi [en] — Dentes arredondados |
|  |                                                     |
|  | Mixosaurus panxianensis [en] — Dentes arredondados  |
|  |                                                     |

|  | Phalarodon atavus [en] — Dentes cônicos                                                                                    |
|  | |
|  | \| \| Phalarodon callawayi [en] — Dentes achatados \| \| \| \| \| \| Phalarodon fraasi [en] — Dentes achatados \| \| \| \| |
|  | |
|  | Phalarodon callawayi [en] — Dentes achatados                                                                               |
|  | |
|  | Phalarodon fraasi [en] — Dentes achatados                                                                                  |
|  | |

|  | Phalarodon callawayi [en] — Dentes achatados |
|  |                                              |
|  | Phalarodon fraasi [en] — Dentes achatados    |
|  |                                              |

|  | Mixosaurus kuhnschnyderi [en] — Dentes arredondados |
|  |                                                     |
|  | Mixosaurus panxianensis [en] — Dentes arredondados  |
|  |                                                     |

|  | Phalarodon atavus [en] — Dentes cônicos                                                                                    |
|  | |
|  | \| \| Phalarodon callawayi [en] — Dentes achatados \| \| \| \| \| \| Phalarodon fraasi [en] — Dentes achatados \| \| \| \| |
|  | |
|  | Phalarodon callawayi [en] — Dentes achatados                                                                               |
|  | |
|  | Phalarodon fraasi [en] — Dentes achatados                                                                                  |
|  | |

|  | Phalarodon callawayi [en] — Dentes achatados |
|  |                                              |
|  | Phalarodon fraasi [en] — Dentes achatados    |
|  |                                              |

|  | Cymbospondylus buchseri — Dentes cônicos |
|  |                                          |
|  | Cymbospondylus nichollsi                 |
|  |                                          |
|  | Cymbospondylus piscosus — Dentes cônicos |
|  |                                          |
|  | Thalattoarchon [en] — Dentes cônicos     |
|  |                                          |
|  | Xinminosaurus [en] — Dentes achatados    |
|  |                                          |

|  | Mixosaurus kuhnschnyderi [en] — Dentes arredondados |
|  |                                                     |
|  | Mixosaurus panxianensis [en] — Dentes arredondados  |
|  |                                                     |

|  | Phalarodon atavus [en] — Dentes cônicos                                                                                    |
|  | |
|  | \| \| Phalarodon callawayi [en] — Dentes achatados \| \| \| \| \| \| Phalarodon fraasi [en] — Dentes achatados \| \| \| \| |
|  | |
|  | Phalarodon callawayi [en] — Dentes achatados                                                                               |
|  | |
|  | Phalarodon fraasi [en] — Dentes achatados                                                                                  |
|  | |

|  | Phalarodon callawayi [en] — Dentes achatados |
|  |                                              |
|  | Phalarodon fraasi [en] — Dentes achatados    |
|  |                                              |

|  | Mixosaurus kuhnschnyderi [en] — Dentes arredondados |
|  |                                                     |
|  | Mixosaurus panxianensis [en] — Dentes arredondados  |
|  |                                                     |

|  | Phalarodon atavus [en] — Dentes cônicos                                                                                    |
|  | |
|  | \| \| Phalarodon callawayi [en] — Dentes achatados \| \| \| \| \| \| Phalarodon fraasi [en] — Dentes achatados \| \| \| \| |
|  | |
|  | Phalarodon callawayi [en] — Dentes achatados                                                                               |
|  | |
|  | Phalarodon fraasi [en] — Dentes achatados                                                                                  |
|  | |

|  | Phalarodon callawayi [en] — Dentes achatados |
|  |                                              |
|  | Phalarodon fraasi [en] — Dentes achatados    |
|  |                                              |

|  | Mixosaurus kuhnschnyderi [en] — Dentes arredondados |
|  |                                                     |
|  | Mixosaurus panxianensis [en] — Dentes arredondados  |
|  |                                                     |

|  | Phalarodon atavus [en] — Dentes cônicos                                                                                    |
|  | |
|  | \| \| Phalarodon callawayi [en] — Dentes achatados \| \| \| \| \| \| Phalarodon fraasi [en] — Dentes achatados \| \| \| \| |
|  | |
|  | Phalarodon callawayi [en] — Dentes achatados                                                                               |
|  | |
|  | Phalarodon fraasi [en] — Dentes achatados                                                                                  |
|  | |

|  | Phalarodon callawayi [en] — Dentes achatados |
|  |                                              |
|  | Phalarodon fraasi [en] — Dentes achatados    |
|  |                                              |

|  | Mixosaurus kuhnschnyderi [en] — Dentes arredondados |
|  |                                                     |
|  | Mixosaurus panxianensis [en] — Dentes arredondados  |
|  |                                                     |

|  | Phalarodon atavus [en] — Dentes cônicos                                                                                    |
|  | |
|  | \| \| Phalarodon callawayi [en] — Dentes achatados \| \| \| \| \| \| Phalarodon fraasi [en] — Dentes achatados \| \| \| \| |
|  | |
|  | Phalarodon callawayi [en] — Dentes achatados                                                                               |
|  | |
|  | Phalarodon fraasi [en] — Dentes achatados                                                                                  |
|  | |

|  | Phalarodon callawayi [en] — Dentes achatados |
|  |                                              |
|  | Phalarodon fraasi [en] — Dentes achatados    |
|  |                                              |

|  | Sclerocormus [en]                |
|  |                                  |
|  | Cartorhynchus — Dentes achatados |
|  |                                  |

|  | Chaohusaurus geishanensis [en] — Dentes arredondados                                                                                             |
|  | |
|  | Chaohusaurus zhangjiawanensis [en] |
|  | |
|  | \| \| Chaohusaurus brevifemoralis [en] — Dentes arredondados \| \| \| \| \| \| Chaohusaurus chaoxianensis [en] — Dentes arredondados \| \| \| \| |
|  | |
|  | Chaohusaurus brevifemoralis [en] — Dentes arredondados                                                                                           |
|  | |
|  | Chaohusaurus chaoxianensis [en] — Dentes arredondados                                                                                            |
|  | |

|  | Chaohusaurus brevifemoralis [en] — Dentes arredondados |
|  |                                                        |
|  | Chaohusaurus chaoxianensis [en] — Dentes arredondados  |
|  |                                                        |

|  | Utatsusaurus [en] — Dentes cônicos                                                                      |
|  | |
|  | Parvinatator [en] — Dentes cônicos                                                                      |
|  | |
|  | \| \| Grippia — Dentes arredondados \| \| \| \| \| \| Gulosaurus [en] — Dentes arredondados \| \| \| \| |
|  | |
|  | Grippia — Dentes arredondados                                                                           |
|  | |
|  | Gulosaurus [en] — Dentes arredondados                                                                   |
|  | |

|  | Grippia — Dentes arredondados         |
|  |                                       |
|  | Gulosaurus [en] — Dentes arredondados |
|  |                                       |

|  | Cymbospondylus buchseri — Dentes cônicos |
|  |                                          |
|  | Cymbospondylus nichollsi                 |
|  |                                          |
|  | Cymbospondylus piscosus — Dentes cônicos |
|  |                                          |
|  | Thalattoarchon [en] — Dentes cônicos     |
|  |                                          |
|  | Xinminosaurus [en] — Dentes achatados    |
|  |                                          |

|  | Mixosaurus kuhnschnyderi [en] — Dentes arredondados |
|  |                                                     |
|  | Mixosaurus panxianensis [en] — Dentes arredondados  |
|  |                                                     |

|  | Phalarodon atavus [en] — Dentes cônicos                                                                                    |
|  | |
|  | \| \| Phalarodon callawayi [en] — Dentes achatados \| \| \| \| \| \| Phalarodon fraasi [en] — Dentes achatados \| \| \| \| |
|  | |
|  | Phalarodon callawayi [en] — Dentes achatados                                                                               |
|  | |
|  | Phalarodon fraasi [en] — Dentes achatados                                                                                  |
|  | |

|  | Phalarodon callawayi [en] — Dentes achatados |
|  |                                              |
|  | Phalarodon fraasi [en] — Dentes achatados    |
|  |                                              |

|  | Mixosaurus kuhnschnyderi [en] — Dentes arredondados |
|  |                                                     |
|  | Mixosaurus panxianensis [en] — Dentes arredondados  |
|  |                                                     |

|  | Phalarodon atavus [en] — Dentes cônicos                                                                                    |
|  | |
|  | \| \| Phalarodon callawayi [en] — Dentes achatados \| \| \| \| \| \| Phalarodon fraasi [en] — Dentes achatados \| \| \| \| |
|  | |
|  | Phalarodon callawayi [en] — Dentes achatados                                                                               |
|  | |
|  | Phalarodon fraasi [en] — Dentes achatados                                                                                  |
|  | |

|  | Phalarodon callawayi [en] — Dentes achatados |
|  |                                              |
|  | Phalarodon fraasi [en] — Dentes achatados    |
|  |                                              |

|  | Mixosaurus kuhnschnyderi [en] — Dentes arredondados |
|  |                                                     |
|  | Mixosaurus panxianensis [en] — Dentes arredondados  |
|  |                                                     |

|  | Phalarodon atavus [en] — Dentes cônicos                                                                                    |
|  | |
|  | \| \| Phalarodon callawayi [en] — Dentes achatados \| \| \| \| \| \| Phalarodon fraasi [en] — Dentes achatados \| \| \| \| |
|  | |
|  | Phalarodon callawayi [en] — Dentes achatados                                                                               |
|  | |
|  | Phalarodon fraasi [en] — Dentes achatados                                                                                  |
|  | |

|  | Phalarodon callawayi [en] — Dentes achatados |
|  |                                              |
|  | Phalarodon fraasi [en] — Dentes achatados    |
|  |                                              |

|  | Mixosaurus kuhnschnyderi [en] — Dentes arredondados |
|  |                                                     |
|  | Mixosaurus panxianensis [en] — Dentes arredondados  |
|  |                                                     |

|  | Phalarodon atavus [en] — Dentes cônicos                                                                                    |
|  | |
|  | \| \| Phalarodon callawayi [en] — Dentes achatados \| \| \| \| \| \| Phalarodon fraasi [en] — Dentes achatados \| \| \| \| |
|  | |
|  | Phalarodon callawayi [en] — Dentes achatados                                                                               |
|  | |
|  | Phalarodon fraasi [en] — Dentes achatados                                                                                  |
|  | |

|  | Phalarodon callawayi [en] — Dentes achatados |
|  |                                              |
|  | Phalarodon fraasi [en] — Dentes achatados    |
|  |                                              |

|  | Cymbospondylus buchseri — Dentes cônicos |
|  |                                          |
|  | Cymbospondylus nichollsi                 |
|  |                                          |
|  | Cymbospondylus piscosus — Dentes cônicos |
|  |                                          |
|  | Thalattoarchon [en] — Dentes cônicos     |
|  |                                          |
|  | Xinminosaurus [en] — Dentes achatados    |
|  |                                          |

|  | Mixosaurus kuhnschnyderi [en] — Dentes arredondados |
|  |                                                     |
|  | Mixosaurus panxianensis [en] — Dentes arredondados  |
|  |                                                     |

|  | Phalarodon atavus [en] — Dentes cônicos                                                                                    |
|  | |
|  | \| \| Phalarodon callawayi [en] — Dentes achatados \| \| \| \| \| \| Phalarodon fraasi [en] — Dentes achatados \| \| \| \| |
|  | |
|  | Phalarodon callawayi [en] — Dentes achatados                                                                               |
|  | |
|  | Phalarodon fraasi [en] — Dentes achatados                                                                                  |
|  | |

|  | Phalarodon callawayi [en] — Dentes achatados |
|  |                                              |
|  | Phalarodon fraasi [en] — Dentes achatados    |
|  |                                              |

|  | Mixosaurus kuhnschnyderi [en] — Dentes arredondados |
|  |                                                     |
|  | Mixosaurus panxianensis [en] — Dentes arredondados  |
|  |                                                     |

|  | Phalarodon atavus [en] — Dentes cônicos                                                                                    |
|  | |
|  | \| \| Phalarodon callawayi [en] — Dentes achatados \| \| \| \| \| \| Phalarodon fraasi [en] — Dentes achatados \| \| \| \| |
|  | |
|  | Phalarodon callawayi [en] — Dentes achatados                                                                               |
|  | |
|  | Phalarodon fraasi [en] — Dentes achatados                                                                                  |
|  | |

|  | Phalarodon callawayi [en] — Dentes achatados |
|  |                                              |
|  | Phalarodon fraasi [en] — Dentes achatados    |
|  |                                              |

|  | Mixosaurus kuhnschnyderi [en] — Dentes arredondados |
|  |                                                     |
|  | Mixosaurus panxianensis [en] — Dentes arredondados  |
|  |                                                     |

|  | Phalarodon atavus [en] — Dentes cônicos                                                                                    |
|  | |
|  | \| \| Phalarodon callawayi [en] — Dentes achatados \| \| \| \| \| \| Phalarodon fraasi [en] — Dentes achatados \| \| \| \| |
|  | |
|  | Phalarodon callawayi [en] — Dentes achatados                                                                               |
|  | |
|  | Phalarodon fraasi [en] — Dentes achatados                                                                                  |
|  | |

|  | Phalarodon callawayi [en] — Dentes achatados |
|  |                                              |
|  | Phalarodon fraasi [en] — Dentes achatados    |
|  |                                              |

|  | Mixosaurus kuhnschnyderi [en] — Dentes arredondados |
|  |                                                     |
|  | Mixosaurus panxianensis [en] — Dentes arredondados  |
|  |                                                     |

|  | Phalarodon atavus [en] — Dentes cônicos                                                                                    |
|  | |
|  | \| \| Phalarodon callawayi [en] — Dentes achatados \| \| \| \| \| \| Phalarodon fraasi [en] — Dentes achatados \| \| \| \| |
|  | |
|  | Phalarodon callawayi [en] — Dentes achatados                                                                               |
|  | |
|  | Phalarodon fraasi [en] — Dentes achatados                                                                                  |
|  | |

|  | Phalarodon callawayi [en] — Dentes achatados |
|  |                                              |
|  | Phalarodon fraasi [en] — Dentes achatados    |
|  |                                              |

|  | Utatsusaurus [en] — Dentes cônicos                                                                      |
|  | |
|  | Parvinatator [en] — Dentes cônicos                                                                      |
|  | |
|  | \| \| Grippia — Dentes arredondados \| \| \| \| \| \| Gulosaurus [en] — Dentes arredondados \| \| \| \| |
|  | |
|  | Grippia — Dentes arredondados                                                                           |
|  | |
|  | Gulosaurus [en] — Dentes arredondados                                                                   |
|  | |

|  | Grippia — Dentes arredondados         |
|  |                                       |
|  | Gulosaurus [en] — Dentes arredondados |
|  |                                       |

|  | Cymbospondylus buchseri — Dentes cônicos |
|  |                                          |
|  | Cymbospondylus nichollsi                 |
|  |                                          |
|  | Cymbospondylus piscosus — Dentes cônicos |
|  |                                          |
|  | Thalattoarchon [en] — Dentes cônicos     |
|  |                                          |
|  | Xinminosaurus [en] — Dentes achatados    |
|  |                                          |

|  | Mixosaurus kuhnschnyderi [en] — Dentes arredondados |
|  |                                                     |
|  | Mixosaurus panxianensis [en] — Dentes arredondados  |
|  |                                                     |

|  | Phalarodon atavus [en] — Dentes cônicos                                                                                    |
|  | |
|  | \| \| Phalarodon callawayi [en] — Dentes achatados \| \| \| \| \| \| Phalarodon fraasi [en] — Dentes achatados \| \| \| \| |
|  | |
|  | Phalarodon callawayi [en] — Dentes achatados                                                                               |
|  | |
|  | Phalarodon fraasi [en] — Dentes achatados                                                                                  |
|  | |

|  | Phalarodon callawayi [en] — Dentes achatados |
|  |                                              |
|  | Phalarodon fraasi [en] — Dentes achatados    |
|  |                                              |

|  | Mixosaurus kuhnschnyderi [en] — Dentes arredondados |
|  |                                                     |
|  | Mixosaurus panxianensis [en] — Dentes arredondados  |
|  |                                                     |

|  | Phalarodon atavus [en] — Dentes cônicos                                                                                    |
|  | |
|  | \| \| Phalarodon callawayi [en] — Dentes achatados \| \| \| \| \| \| Phalarodon fraasi [en] — Dentes achatados \| \| \| \| |
|  | |
|  | Phalarodon callawayi [en] — Dentes achatados                                                                               |
|  | |
|  | Phalarodon fraasi [en] — Dentes achatados                                                                                  |
|  | |

|  | Phalarodon callawayi [en] — Dentes achatados |
|  |                                              |
|  | Phalarodon fraasi [en] — Dentes achatados    |
|  |                                              |

|  | Mixosaurus kuhnschnyderi [en] — Dentes arredondados |
|  |                                                     |
|  | Mixosaurus panxianensis [en] — Dentes arredondados  |
|  |                                                     |

|  | Phalarodon atavus [en] — Dentes cônicos                                                                                    |
|  | |
|  | \| \| Phalarodon callawayi [en] — Dentes achatados \| \| \| \| \| \| Phalarodon fraasi [en] — Dentes achatados \| \| \| \| |
|  | |
|  | Phalarodon callawayi [en] — Dentes achatados                                                                               |
|  | |
|  | Phalarodon fraasi [en] — Dentes achatados                                                                                  |
|  | |

|  | Phalarodon callawayi [en] — Dentes achatados |
|  |                                              |
|  | Phalarodon fraasi [en] — Dentes achatados    |
|  |                                              |

|  | Mixosaurus kuhnschnyderi [en] — Dentes arredondados |
|  |                                                     |
|  | Mixosaurus panxianensis [en] — Dentes arredondados  |
|  |                                                     |

|  | Phalarodon atavus [en] — Dentes cônicos                                                                                    |
|  | |
|  | \| \| Phalarodon callawayi [en] — Dentes achatados \| \| \| \| \| \| Phalarodon fraasi [en] — Dentes achatados \| \| \| \| |
|  | |
|  | Phalarodon callawayi [en] — Dentes achatados                                                                               |
|  | |
|  | Phalarodon fraasi [en] — Dentes achatados                                                                                  |
|  | |

|  | Phalarodon callawayi [en] — Dentes achatados |
|  |                                              |
|  | Phalarodon fraasi [en] — Dentes achatados    |
|  |                                              |

|  | Cymbospondylus buchseri — Dentes cônicos |
|  |                                          |
|  | Cymbospondylus nichollsi                 |
|  |                                          |
|  | Cymbospondylus piscosus — Dentes cônicos |
|  |                                          |
|  | Thalattoarchon [en] — Dentes cônicos     |
|  |                                          |
|  | Xinminosaurus [en] — Dentes achatados    |
|  |                                          |

|  | Mixosaurus kuhnschnyderi [en] — Dentes arredondados |
|  |                                                     |
|  | Mixosaurus panxianensis [en] — Dentes arredondados  |
|  |                                                     |

|  | Phalarodon atavus [en] — Dentes cônicos                                                                                    |
|  | |
|  | \| \| Phalarodon callawayi [en] — Dentes achatados \| \| \| \| \| \| Phalarodon fraasi [en] — Dentes achatados \| \| \| \| |
|  | |
|  | Phalarodon callawayi [en] — Dentes achatados                                                                               |
|  | |
|  | Phalarodon fraasi [en] — Dentes achatados                                                                                  |
|  | |

|  | Phalarodon callawayi [en] — Dentes achatados |
|  |                                              |
|  | Phalarodon fraasi [en] — Dentes achatados    |
|  |                                              |

|  | Mixosaurus kuhnschnyderi [en] — Dentes arredondados |
|  |                                                     |
|  | Mixosaurus panxianensis [en] — Dentes arredondados  |
|  |                                                     |

|  | Phalarodon atavus [en] — Dentes cônicos                                                                                    |
|  | |
|  | \| \| Phalarodon callawayi [en] — Dentes achatados \| \| \| \| \| \| Phalarodon fraasi [en] — Dentes achatados \| \| \| \| |
|  | |
|  | Phalarodon callawayi [en] — Dentes achatados                                                                               |
|  | |
|  | Phalarodon fraasi [en] — Dentes achatados                                                                                  |
|  | |

|  | Phalarodon callawayi [en] — Dentes achatados |
|  |                                              |
|  | Phalarodon fraasi [en] — Dentes achatados    |
|  |                                              |

|  | Mixosaurus kuhnschnyderi [en] — Dentes arredondados |
|  |                                                     |
|  | Mixosaurus panxianensis [en] — Dentes arredondados  |
|  |                                                     |

|  | Phalarodon atavus [en] — Dentes cônicos                                                                                    |
|  | |
|  | \| \| Phalarodon callawayi [en] — Dentes achatados \| \| \| \| \| \| Phalarodon fraasi [en] — Dentes achatados \| \| \| \| |
|  | |
|  | Phalarodon callawayi [en] — Dentes achatados                                                                               |
|  | |
|  | Phalarodon fraasi [en] — Dentes achatados                                                                                  |
|  | |

|  | Phalarodon callawayi [en] — Dentes achatados |
|  |                                              |
|  | Phalarodon fraasi [en] — Dentes achatados    |
|  |                                              |

|  | Mixosaurus kuhnschnyderi [en] — Dentes arredondados |
|  |                                                     |
|  | Mixosaurus panxianensis [en] — Dentes arredondados  |
|  |                                                     |

|  | Phalarodon atavus [en] — Dentes cônicos                                                                                    |
|  | |
|  | \| \| Phalarodon callawayi [en] — Dentes achatados \| \| \| \| \| \| Phalarodon fraasi [en] — Dentes achatados \| \| \| \| |
|  | |
|  | Phalarodon callawayi [en] — Dentes achatados                                                                               |
|  | |
|  | Phalarodon fraasi [en] — Dentes achatados                                                                                  |
|  | |

|  | Phalarodon callawayi [en] — Dentes achatados |
|  |                                              |
|  | Phalarodon fraasi [en] — Dentes achatados    |
|  |                                              |

|  | Chaohusaurus geishanensis [en] — Dentes arredondados                                                                                             |
|  | |
|  | Chaohusaurus zhangjiawanensis [en] |
|  | |
|  | \| \| Chaohusaurus brevifemoralis [en] — Dentes arredondados \| \| \| \| \| \| Chaohusaurus chaoxianensis [en] — Dentes arredondados \| \| \| \| |
|  | |
|  | Chaohusaurus brevifemoralis [en] — Dentes arredondados                                                                                           |
|  | |
|  | Chaohusaurus chaoxianensis [en] — Dentes arredondados                                                                                            |
|  | |

|  | Chaohusaurus brevifemoralis [en] — Dentes arredondados |
|  |                                                        |
|  | Chaohusaurus chaoxianensis [en] — Dentes arredondados  |
|  |                                                        |

|  | Utatsusaurus [en] — Dentes cônicos                                                                      |
|  | |
|  | Parvinatator [en] — Dentes cônicos                                                                      |
|  | |
|  | \| \| Grippia — Dentes arredondados \| \| \| \| \| \| Gulosaurus [en] — Dentes arredondados \| \| \| \| |
|  | |
|  | Grippia — Dentes arredondados                                                                           |
|  | |
|  | Gulosaurus [en] — Dentes arredondados                                                                   |
|  | |

|  | Grippia — Dentes arredondados         |
|  |                                       |
|  | Gulosaurus [en] — Dentes arredondados |
|  |                                       |

|  | Cymbospondylus buchseri — Dentes cônicos |
|  |                                          |
|  | Cymbospondylus nichollsi                 |
|  |                                          |
|  | Cymbospondylus piscosus — Dentes cônicos |
|  |                                          |
|  | Thalattoarchon [en] — Dentes cônicos     |
|  |                                          |
|  | Xinminosaurus [en] — Dentes achatados    |
|  |                                          |

|  | Mixosaurus kuhnschnyderi [en] — Dentes arredondados |
|  |                                                     |
|  | Mixosaurus panxianensis [en] — Dentes arredondados  |
|  |                                                     |

|  | Phalarodon atavus [en] — Dentes cônicos                                                                                    |
|  | |
|  | \| \| Phalarodon callawayi [en] — Dentes achatados \| \| \| \| \| \| Phalarodon fraasi [en] — Dentes achatados \| \| \| \| |
|  | |
|  | Phalarodon callawayi [en] — Dentes achatados                                                                               |
|  | |
|  | Phalarodon fraasi [en] — Dentes achatados                                                                                  |
|  | |

|  | Phalarodon callawayi [en] — Dentes achatados |
|  |                                              |
|  | Phalarodon fraasi [en] — Dentes achatados    |
|  |                                              |

|  | Mixosaurus kuhnschnyderi [en] — Dentes arredondados |
|  |                                                     |
|  | Mixosaurus panxianensis [en] — Dentes arredondados  |
|  |                                                     |

|  | Phalarodon atavus [en] — Dentes cônicos                                                                                    |
|  | |
|  | \| \| Phalarodon callawayi [en] — Dentes achatados \| \| \| \| \| \| Phalarodon fraasi [en] — Dentes achatados \| \| \| \| |
|  | |
|  | Phalarodon callawayi [en] — Dentes achatados                                                                               |
|  | |
|  | Phalarodon fraasi [en] — Dentes achatados                                                                                  |
|  | |

|  | Phalarodon callawayi [en] — Dentes achatados |
|  |                                              |
|  | Phalarodon fraasi [en] — Dentes achatados    |
|  |                                              |

|  | Mixosaurus kuhnschnyderi [en] — Dentes arredondados |
|  |                                                     |
|  | Mixosaurus panxianensis [en] — Dentes arredondados  |
|  |                                                     |

|  | Phalarodon atavus [en] — Dentes cônicos                                                                                    |
|  | |
|  | \| \| Phalarodon callawayi [en] — Dentes achatados \| \| \| \| \| \| Phalarodon fraasi [en] — Dentes achatados \| \| \| \| |
|  | |
|  | Phalarodon callawayi [en] — Dentes achatados                                                                               |
|  | |
|  | Phalarodon fraasi [en] — Dentes achatados                                                                                  |
|  | |

|  | Phalarodon callawayi [en] — Dentes achatados |
|  |                                              |
|  | Phalarodon fraasi [en] — Dentes achatados    |
|  |                                              |

|  | Mixosaurus kuhnschnyderi [en] — Dentes arredondados |
|  |                                                     |
|  | Mixosaurus panxianensis [en] — Dentes arredondados  |
|  |                                                     |

|  | Phalarodon atavus [en] — Dentes cônicos                                                                                    |
|  | |
|  | \| \| Phalarodon callawayi [en] — Dentes achatados \| \| \| \| \| \| Phalarodon fraasi [en] — Dentes achatados \| \| \| \| |
|  | |
|  | Phalarodon callawayi [en] — Dentes achatados                                                                               |
|  | |
|  | Phalarodon fraasi [en] — Dentes achatados                                                                                  |
|  | |

|  | Phalarodon callawayi [en] — Dentes achatados |
|  |                                              |
|  | Phalarodon fraasi [en] — Dentes achatados    |
|  |                                              |

|  | Cymbospondylus buchseri — Dentes cônicos |
|  |                                          |
|  | Cymbospondylus nichollsi                 |
|  |                                          |
|  | Cymbospondylus piscosus — Dentes cônicos |
|  |                                          |
|  | Thalattoarchon [en] — Dentes cônicos     |
|  |                                          |
|  | Xinminosaurus [en] — Dentes achatados    |
|  |                                          |

|  | Mixosaurus kuhnschnyderi [en] — Dentes arredondados |
|  |                                                     |
|  | Mixosaurus panxianensis [en] — Dentes arredondados  |
|  |                                                     |

|  | Phalarodon atavus [en] — Dentes cônicos                                                                                    |
|  | |
|  | \| \| Phalarodon callawayi [en] — Dentes achatados \| \| \| \| \| \| Phalarodon fraasi [en] — Dentes achatados \| \| \| \| |
|  | |
|  | Phalarodon callawayi [en] — Dentes achatados                                                                               |
|  | |
|  | Phalarodon fraasi [en] — Dentes achatados                                                                                  |
|  | |

|  | Phalarodon callawayi [en] — Dentes achatados |
|  |                                              |
|  | Phalarodon fraasi [en] — Dentes achatados    |
|  |                                              |

|  | Mixosaurus kuhnschnyderi [en] — Dentes arredondados |
|  |                                                     |
|  | Mixosaurus panxianensis [en] — Dentes arredondados  |
|  |                                                     |

|  | Phalarodon atavus [en] — Dentes cônicos                                                                                    |
|  | |
|  | \| \| Phalarodon callawayi [en] — Dentes achatados \| \| \| \| \| \| Phalarodon fraasi [en] — Dentes achatados \| \| \| \| |
|  | |
|  | Phalarodon callawayi [en] — Dentes achatados                                                                               |
|  | |
|  | Phalarodon fraasi [en] — Dentes achatados                                                                                  |
|  | |

|  | Phalarodon callawayi [en] — Dentes achatados |
|  |                                              |
|  | Phalarodon fraasi [en] — Dentes achatados    |
|  |                                              |

|  | Mixosaurus kuhnschnyderi [en] — Dentes arredondados |
|  |                                                     |
|  | Mixosaurus panxianensis [en] — Dentes arredondados  |
|  |                                                     |

|  | Phalarodon atavus [en] — Dentes cônicos                                                                                    |
|  | |
|  | \| \| Phalarodon callawayi [en] — Dentes achatados \| \| \| \| \| \| Phalarodon fraasi [en] — Dentes achatados \| \| \| \| |
|  | |
|  | Phalarodon callawayi [en] — Dentes achatados                                                                               |
|  | |
|  | Phalarodon fraasi [en] — Dentes achatados                                                                                  |
|  | |

|  | Phalarodon callawayi [en] — Dentes achatados |
|  |                                              |
|  | Phalarodon fraasi [en] — Dentes achatados    |
|  |                                              |

|  | Mixosaurus kuhnschnyderi [en] — Dentes arredondados |
|  |                                                     |
|  | Mixosaurus panxianensis [en] — Dentes arredondados  |
|  |                                                     |

|  | Phalarodon atavus [en] — Dentes cônicos                                                                                    |
|  | |
|  | \| \| Phalarodon callawayi [en] — Dentes achatados \| \| \| \| \| \| Phalarodon fraasi [en] — Dentes achatados \| \| \| \| |
|  | |
|  | Phalarodon callawayi [en] — Dentes achatados                                                                               |
|  | |
|  | Phalarodon fraasi [en] — Dentes achatados                                                                                  |
|  | |

|  | Phalarodon callawayi [en] — Dentes achatados |
|  |                                              |
|  | Phalarodon fraasi [en] — Dentes achatados    |
|  |                                              |

|  | Utatsusaurus [en] — Dentes cônicos                                                                      |
|  | |
|  | Parvinatator [en] — Dentes cônicos                                                                      |
|  | |
|  | \| \| Grippia — Dentes arredondados \| \| \| \| \| \| Gulosaurus [en] — Dentes arredondados \| \| \| \| |
|  | |
|  | Grippia — Dentes arredondados                                                                           |
|  | |
|  | Gulosaurus [en] — Dentes arredondados                                                                   |
|  | |

|  | Grippia — Dentes arredondados         |
|  |                                       |
|  | Gulosaurus [en] — Dentes arredondados |
|  |                                       |

|  | Cymbospondylus buchseri — Dentes cônicos |
|  |                                          |
|  | Cymbospondylus nichollsi                 |
|  |                                          |
|  | Cymbospondylus piscosus — Dentes cônicos |
|  |                                          |
|  | Thalattoarchon [en] — Dentes cônicos     |
|  |                                          |
|  | Xinminosaurus [en] — Dentes achatados    |
|  |                                          |

|  | Mixosaurus kuhnschnyderi [en] — Dentes arredondados |
|  |                                                     |
|  | Mixosaurus panxianensis [en] — Dentes arredondados  |
|  |                                                     |

|  | Phalarodon atavus [en] — Dentes cônicos                                                                                    |
|  | |
|  | \| \| Phalarodon callawayi [en] — Dentes achatados \| \| \| \| \| \| Phalarodon fraasi [en] — Dentes achatados \| \| \| \| |
|  | |
|  | Phalarodon callawayi [en] — Dentes achatados                                                                               |
|  | |
|  | Phalarodon fraasi [en] — Dentes achatados                                                                                  |
|  | |

|  | Phalarodon callawayi [en] — Dentes achatados |
|  |                                              |
|  | Phalarodon fraasi [en] — Dentes achatados    |
|  |                                              |

|  | Mixosaurus kuhnschnyderi [en] — Dentes arredondados |
|  |                                                     |
|  | Mixosaurus panxianensis [en] — Dentes arredondados  |
|  |                                                     |

|  | Phalarodon atavus [en] — Dentes cônicos                                                                                    |
|  | |
|  | \| \| Phalarodon callawayi [en] — Dentes achatados \| \| \| \| \| \| Phalarodon fraasi [en] — Dentes achatados \| \| \| \| |
|  | |
|  | Phalarodon callawayi [en] — Dentes achatados                                                                               |
|  | |
|  | Phalarodon fraasi [en] — Dentes achatados                                                                                  |
|  | |

|  | Phalarodon callawayi [en] — Dentes achatados |
|  |                                              |
|  | Phalarodon fraasi [en] — Dentes achatados    |
|  |                                              |

|  | Mixosaurus kuhnschnyderi [en] — Dentes arredondados |
|  |                                                     |
|  | Mixosaurus panxianensis [en] — Dentes arredondados  |
|  |                                                     |

|  | Phalarodon atavus [en] — Dentes cônicos                                                                                    |
|  | |
|  | \| \| Phalarodon callawayi [en] — Dentes achatados \| \| \| \| \| \| Phalarodon fraasi [en] — Dentes achatados \| \| \| \| |
|  | |
|  | Phalarodon callawayi [en] — Dentes achatados                                                                               |
|  | |
|  | Phalarodon fraasi [en] — Dentes achatados                                                                                  |
|  | |

|  | Phalarodon callawayi [en] — Dentes achatados |
|  |                                              |
|  | Phalarodon fraasi [en] — Dentes achatados    |
|  |                                              |

|  | Mixosaurus kuhnschnyderi [en] — Dentes arredondados |
|  |                                                     |
|  | Mixosaurus panxianensis [en] — Dentes arredondados  |
|  |                                                     |

|  | Phalarodon atavus [en] — Dentes cônicos                                                                                    |
|  | |
|  | \| \| Phalarodon callawayi [en] — Dentes achatados \| \| \| \| \| \| Phalarodon fraasi [en] — Dentes achatados \| \| \| \| |
|  | |
|  | Phalarodon callawayi [en] — Dentes achatados                                                                               |
|  | |
|  | Phalarodon fraasi [en] — Dentes achatados                                                                                  |
|  | |

|  | Phalarodon callawayi [en] — Dentes achatados |
|  |                                              |
|  | Phalarodon fraasi [en] — Dentes achatados    |
|  |                                              |

|  | Cymbospondylus buchseri — Dentes cônicos |
|  |                                          |
|  | Cymbospondylus nichollsi                 |
|  |                                          |
|  | Cymbospondylus piscosus — Dentes cônicos |
|  |                                          |
|  | Thalattoarchon [en] — Dentes cônicos     |
|  |                                          |
|  | Xinminosaurus [en] — Dentes achatados    |
|  |                                          |

|  | Mixosaurus kuhnschnyderi [en] — Dentes arredondados |
|  |                                                     |
|  | Mixosaurus panxianensis [en] — Dentes arredondados  |
|  |                                                     |

|  | Phalarodon atavus [en] — Dentes cônicos                                                                                    |
|  | |
|  | \| \| Phalarodon callawayi [en] — Dentes achatados \| \| \| \| \| \| Phalarodon fraasi [en] — Dentes achatados \| \| \| \| |
|  | |
|  | Phalarodon callawayi [en] — Dentes achatados                                                                               |
|  | |
|  | Phalarodon fraasi [en] — Dentes achatados                                                                                  |
|  | |

|  | Phalarodon callawayi [en] — Dentes achatados |
|  |                                              |
|  | Phalarodon fraasi [en] — Dentes achatados    |
|  |                                              |

|  | Mixosaurus kuhnschnyderi [en] — Dentes arredondados |
|  |                                                     |
|  | Mixosaurus panxianensis [en] — Dentes arredondados  |
|  |                                                     |

|  | Phalarodon atavus [en] — Dentes cônicos                                                                                    |
|  | |
|  | \| \| Phalarodon callawayi [en] — Dentes achatados \| \| \| \| \| \| Phalarodon fraasi [en] — Dentes achatados \| \| \| \| |
|  | |
|  | Phalarodon callawayi [en] — Dentes achatados                                                                               |
|  | |
|  | Phalarodon fraasi [en] — Dentes achatados                                                                                  |
|  | |

|  | Phalarodon callawayi [en] — Dentes achatados |
|  |                                              |
|  | Phalarodon fraasi [en] — Dentes achatados    |
|  |                                              |

|  | Mixosaurus kuhnschnyderi [en] — Dentes arredondados |
|  |                                                     |
|  | Mixosaurus panxianensis [en] — Dentes arredondados  |
|  |                                                     |

|  | Phalarodon atavus [en] — Dentes cônicos                                                                                    |
|  | |
|  | \| \| Phalarodon callawayi [en] — Dentes achatados \| \| \| \| \| \| Phalarodon fraasi [en] — Dentes achatados \| \| \| \| |
|  | |
|  | Phalarodon callawayi [en] — Dentes achatados                                                                               |
|  | |
|  | Phalarodon fraasi [en] — Dentes achatados                                                                                  |
|  | |

|  | Phalarodon callawayi [en] — Dentes achatados |
|  |                                              |
|  | Phalarodon fraasi [en] — Dentes achatados    |
|  |                                              |

|  | Mixosaurus kuhnschnyderi [en] — Dentes arredondados |
|  |                                                     |
|  | Mixosaurus panxianensis [en] — Dentes arredondados  |
|  |                                                     |

|  | Phalarodon atavus [en] — Dentes cônicos                                                                                    |
|  | |
|  | \| \| Phalarodon callawayi [en] — Dentes achatados \| \| \| \| \| \| Phalarodon fraasi [en] — Dentes achatados \| \| \| \| |
|  | |
|  | Phalarodon callawayi [en] — Dentes achatados                                                                               |
|  | |
|  | Phalarodon fraasi [en] — Dentes achatados                                                                                  |
|  | |

|  | Phalarodon callawayi [en] — Dentes achatados |
|  |                                              |
|  | Phalarodon fraasi [en] — Dentes achatados    |
|  |                                              |

|  | Sclerocormus [en]                |
|  |                                  |
|  | Cartorhynchus — Dentes achatados |
|  |                                  |

|  | Chaohusaurus geishanensis [en] — Dentes arredondados                                                                                             |
|  | |
|  | Chaohusaurus zhangjiawanensis [en] |
|  | |
|  | \| \| Chaohusaurus brevifemoralis [en] — Dentes arredondados \| \| \| \| \| \| Chaohusaurus chaoxianensis [en] — Dentes arredondados \| \| \| \| |
|  | |
|  | Chaohusaurus brevifemoralis [en] — Dentes arredondados                                                                                           |
|  | |
|  | Chaohusaurus chaoxianensis [en] — Dentes arredondados                                                                                            |
|  | |

|  | Chaohusaurus brevifemoralis [en] — Dentes arredondados |
|  |                                                        |
|  | Chaohusaurus chaoxianensis [en] — Dentes arredondados  |
|  |                                                        |

|  | Utatsusaurus [en] — Dentes cônicos                                                                      |
|  | |
|  | Parvinatator [en] — Dentes cônicos                                                                      |
|  | |
|  | \| \| Grippia — Dentes arredondados \| \| \| \| \| \| Gulosaurus [en] — Dentes arredondados \| \| \| \| |
|  | |
|  | Grippia — Dentes arredondados                                                                           |
|  | |
|  | Gulosaurus [en] — Dentes arredondados                                                                   |
|  | |

|  | Grippia — Dentes arredondados         |
|  |                                       |
|  | Gulosaurus [en] — Dentes arredondados |
|  |                                       |

|  | Cymbospondylus buchseri — Dentes cônicos |
|  |                                          |
|  | Cymbospondylus nichollsi                 |
|  |                                          |
|  | Cymbospondylus piscosus — Dentes cônicos |
|  |                                          |
|  | Thalattoarchon [en] — Dentes cônicos     |
|  |                                          |
|  | Xinminosaurus [en] — Dentes achatados    |
|  |                                          |

|  | Mixosaurus kuhnschnyderi [en] — Dentes arredondados |
|  |                                                     |
|  | Mixosaurus panxianensis [en] — Dentes arredondados  |
|  |                                                     |

|  | Phalarodon atavus [en] — Dentes cônicos                                                                                    |
|  | |
|  | \| \| Phalarodon callawayi [en] — Dentes achatados \| \| \| \| \| \| Phalarodon fraasi [en] — Dentes achatados \| \| \| \| |
|  | |
|  | Phalarodon callawayi [en] — Dentes achatados                                                                               |
|  | |
|  | Phalarodon fraasi [en] — Dentes achatados                                                                                  |
|  | |

|  | Phalarodon callawayi [en] — Dentes achatados |
|  |                                              |
|  | Phalarodon fraasi [en] — Dentes achatados    |
|  |                                              |

|  | Mixosaurus kuhnschnyderi [en] — Dentes arredondados |
|  |                                                     |
|  | Mixosaurus panxianensis [en] — Dentes arredondados  |
|  |                                                     |

|  | Phalarodon atavus [en] — Dentes cônicos                                                                                    |
|  | |
|  | \| \| Phalarodon callawayi [en] — Dentes achatados \| \| \| \| \| \| Phalarodon fraasi [en] — Dentes achatados \| \| \| \| |
|  | |
|  | Phalarodon callawayi [en] — Dentes achatados                                                                               |
|  | |
|  | Phalarodon fraasi [en] — Dentes achatados                                                                                  |
|  | |

|  | Phalarodon callawayi [en] — Dentes achatados |
|  |                                              |
|  | Phalarodon fraasi [en] — Dentes achatados    |
|  |                                              |

|  | Mixosaurus kuhnschnyderi [en] — Dentes arredondados |
|  |                                                     |
|  | Mixosaurus panxianensis [en] — Dentes arredondados  |
|  |                                                     |

|  | Phalarodon atavus [en] — Dentes cônicos                                                                                    |
|  | |
|  | \| \| Phalarodon callawayi [en] — Dentes achatados \| \| \| \| \| \| Phalarodon fraasi [en] — Dentes achatados \| \| \| \| |
|  | |
|  | Phalarodon callawayi [en] — Dentes achatados                                                                               |
|  | |
|  | Phalarodon fraasi [en] — Dentes achatados                                                                                  |
|  | |

|  | Phalarodon callawayi [en] — Dentes achatados |
|  |                                              |
|  | Phalarodon fraasi [en] — Dentes achatados    |
|  |                                              |

|  | Mixosaurus kuhnschnyderi [en] — Dentes arredondados |
|  |                                                     |
|  | Mixosaurus panxianensis [en] — Dentes arredondados  |
|  |                                                     |

|  | Phalarodon atavus [en] — Dentes cônicos                                                                                    |
|  | |
|  | \| \| Phalarodon callawayi [en] — Dentes achatados \| \| \| \| \| \| Phalarodon fraasi [en] — Dentes achatados \| \| \| \| |
|  | |
|  | Phalarodon callawayi [en] — Dentes achatados                                                                               |
|  | |
|  | Phalarodon fraasi [en] — Dentes achatados                                                                                  |
|  | |

|  | Phalarodon callawayi [en] — Dentes achatados |
|  |                                              |
|  | Phalarodon fraasi [en] — Dentes achatados    |
|  |                                              |

|  | Cymbospondylus buchseri — Dentes cônicos |
|  |                                          |
|  | Cymbospondylus nichollsi                 |
|  |                                          |
|  | Cymbospondylus piscosus — Dentes cônicos |
|  |                                          |
|  | Thalattoarchon [en] — Dentes cônicos     |
|  |                                          |
|  | Xinminosaurus [en] — Dentes achatados    |
|  |                                          |

|  | Mixosaurus kuhnschnyderi [en] — Dentes arredondados |
|  |                                                     |
|  | Mixosaurus panxianensis [en] — Dentes arredondados  |
|  |                                                     |

|  | Phalarodon atavus [en] — Dentes cônicos                                                                                    |
|  | |
|  | \| \| Phalarodon callawayi [en] — Dentes achatados \| \| \| \| \| \| Phalarodon fraasi [en] — Dentes achatados \| \| \| \| |
|  | |
|  | Phalarodon callawayi [en] — Dentes achatados                                                                               |
|  | |
|  | Phalarodon fraasi [en] — Dentes achatados                                                                                  |
|  | |

|  | Phalarodon callawayi [en] — Dentes achatados |
|  |                                              |
|  | Phalarodon fraasi [en] — Dentes achatados    |
|  |                                              |

|  | Mixosaurus kuhnschnyderi [en] — Dentes arredondados |
|  |                                                     |
|  | Mixosaurus panxianensis [en] — Dentes arredondados  |
|  |                                                     |

|  | Phalarodon atavus [en] — Dentes cônicos                                                                                    |
|  | |
|  | \| \| Phalarodon callawayi [en] — Dentes achatados \| \| \| \| \| \| Phalarodon fraasi [en] — Dentes achatados \| \| \| \| |
|  | |
|  | Phalarodon callawayi [en] — Dentes achatados                                                                               |
|  | |
|  | Phalarodon fraasi [en] — Dentes achatados                                                                                  |
|  | |

|  | Phalarodon callawayi [en] — Dentes achatados |
|  |                                              |
|  | Phalarodon fraasi [en] — Dentes achatados    |
|  |                                              |

|  | Mixosaurus kuhnschnyderi [en] — Dentes arredondados |
|  |                                                     |
|  | Mixosaurus panxianensis [en] — Dentes arredondados  |
|  |                                                     |

|  | Phalarodon atavus [en] — Dentes cônicos                                                                                    |
|  | |
|  | \| \| Phalarodon callawayi [en] — Dentes achatados \| \| \| \| \| \| Phalarodon fraasi [en] — Dentes achatados \| \| \| \| |
|  | |
|  | Phalarodon callawayi [en] — Dentes achatados                                                                               |
|  | |
|  | Phalarodon fraasi [en] — Dentes achatados                                                                                  |
|  | |

|  | Phalarodon callawayi [en] — Dentes achatados |
|  |                                              |
|  | Phalarodon fraasi [en] — Dentes achatados    |
|  |                                              |

|  | Mixosaurus kuhnschnyderi [en] — Dentes arredondados |
|  |                                                     |
|  | Mixosaurus panxianensis [en] — Dentes arredondados  |
|  |                                                     |

|  | Phalarodon atavus [en] — Dentes cônicos                                                                                    |
|  | |
|  | \| \| Phalarodon callawayi [en] — Dentes achatados \| \| \| \| \| \| Phalarodon fraasi [en] — Dentes achatados \| \| \| \| |
|  | |
|  | Phalarodon callawayi [en] — Dentes achatados                                                                               |
|  | |
|  | Phalarodon fraasi [en] — Dentes achatados                                                                                  |
|  | |

|  | Phalarodon callawayi [en] — Dentes achatados |
|  |                                              |
|  | Phalarodon fraasi [en] — Dentes achatados    |
|  |                                              |

|  | Utatsusaurus [en] — Dentes cônicos                                                                      |
|  | |
|  | Parvinatator [en] — Dentes cônicos                                                                      |
|  | |
|  | \| \| Grippia — Dentes arredondados \| \| \| \| \| \| Gulosaurus [en] — Dentes arredondados \| \| \| \| |
|  | |
|  | Grippia — Dentes arredondados                                                                           |
|  | |
|  | Gulosaurus [en] — Dentes arredondados                                                                   |
|  | |

|  | Grippia — Dentes arredondados         |
|  |                                       |
|  | Gulosaurus [en] — Dentes arredondados |
|  |                                       |

|  | Cymbospondylus buchseri — Dentes cônicos |
|  |                                          |
|  | Cymbospondylus nichollsi                 |
|  |                                          |
|  | Cymbospondylus piscosus — Dentes cônicos |
|  |                                          |
|  | Thalattoarchon [en] — Dentes cônicos     |
|  |                                          |
|  | Xinminosaurus [en] — Dentes achatados    |
|  |                                          |

|  | Mixosaurus kuhnschnyderi [en] — Dentes arredondados |
|  |                                                     |
|  | Mixosaurus panxianensis [en] — Dentes arredondados  |
|  |                                                     |

|  | Phalarodon atavus [en] — Dentes cônicos                                                                                    |
|  | |
|  | \| \| Phalarodon callawayi [en] — Dentes achatados \| \| \| \| \| \| Phalarodon fraasi [en] — Dentes achatados \| \| \| \| |
|  | |
|  | Phalarodon callawayi [en] — Dentes achatados                                                                               |
|  | |
|  | Phalarodon fraasi [en] — Dentes achatados                                                                                  |
|  | |

|  | Phalarodon callawayi [en] — Dentes achatados |
|  |                                              |
|  | Phalarodon fraasi [en] — Dentes achatados    |
|  |                                              |

|  | Mixosaurus kuhnschnyderi [en] — Dentes arredondados |
|  |                                                     |
|  | Mixosaurus panxianensis [en] — Dentes arredondados  |
|  |                                                     |

|  | Phalarodon atavus [en] — Dentes cônicos                                                                                    |
|  | |
|  | \| \| Phalarodon callawayi [en] — Dentes achatados \| \| \| \| \| \| Phalarodon fraasi [en] — Dentes achatados \| \| \| \| |
|  | |
|  | Phalarodon callawayi [en] — Dentes achatados                                                                               |
|  | |
|  | Phalarodon fraasi [en] — Dentes achatados                                                                                  |
|  | |

|  | Phalarodon callawayi [en] — Dentes achatados |
|  |                                              |
|  | Phalarodon fraasi [en] — Dentes achatados    |
|  |                                              |

|  | Mixosaurus kuhnschnyderi [en] — Dentes arredondados |
|  |                                                     |
|  | Mixosaurus panxianensis [en] — Dentes arredondados  |
|  |                                                     |

|  | Phalarodon atavus [en] — Dentes cônicos                                                                                    |
|  | |
|  | \| \| Phalarodon callawayi [en] — Dentes achatados \| \| \| \| \| \| Phalarodon fraasi [en] — Dentes achatados \| \| \| \| |
|  | |
|  | Phalarodon callawayi [en] — Dentes achatados                                                                               |
|  | |
|  | Phalarodon fraasi [en] — Dentes achatados                                                                                  |
|  | |

|  | Phalarodon callawayi [en] — Dentes achatados |
|  |                                              |
|  | Phalarodon fraasi [en] — Dentes achatados    |
|  |                                              |

|  | Mixosaurus kuhnschnyderi [en] — Dentes arredondados |
|  |                                                     |
|  | Mixosaurus panxianensis [en] — Dentes arredondados  |
|  |                                                     |

|  | Phalarodon atavus [en] — Dentes cônicos                                                                                    |
|  | |
|  | \| \| Phalarodon callawayi [en] — Dentes achatados \| \| \| \| \| \| Phalarodon fraasi [en] — Dentes achatados \| \| \| \| |
|  | |
|  | Phalarodon callawayi [en] — Dentes achatados                                                                               |
|  | |
|  | Phalarodon fraasi [en] — Dentes achatados                                                                                  |
|  | |

|  | Phalarodon callawayi [en] — Dentes achatados |
|  |                                              |
|  | Phalarodon fraasi [en] — Dentes achatados    |
|  |                                              |

|  | Cymbospondylus buchseri — Dentes cônicos |
|  |                                          |
|  | Cymbospondylus nichollsi                 |
|  |                                          |
|  | Cymbospondylus piscosus — Dentes cônicos |
|  |                                          |
|  | Thalattoarchon [en] — Dentes cônicos     |
|  |                                          |
|  | Xinminosaurus [en] — Dentes achatados    |
|  |                                          |

|  | Mixosaurus kuhnschnyderi [en] — Dentes arredondados |
|  |                                                     |
|  | Mixosaurus panxianensis [en] — Dentes arredondados  |
|  |                                                     |

|  | Phalarodon atavus [en] — Dentes cônicos                                                                                    |
|  | |
|  | \| \| Phalarodon callawayi [en] — Dentes achatados \| \| \| \| \| \| Phalarodon fraasi [en] — Dentes achatados \| \| \| \| |
|  | |
|  | Phalarodon callawayi [en] — Dentes achatados                                                                               |
|  | |
|  | Phalarodon fraasi [en] — Dentes achatados                                                                                  |
|  | |

|  | Phalarodon callawayi [en] — Dentes achatados |
|  |                                              |
|  | Phalarodon fraasi [en] — Dentes achatados    |
|  |                                              |

|  | Mixosaurus kuhnschnyderi [en] — Dentes arredondados |
|  |                                                     |
|  | Mixosaurus panxianensis [en] — Dentes arredondados  |
|  |                                                     |

|  | Phalarodon atavus [en] — Dentes cônicos                                                                                    |
|  | |
|  | \| \| Phalarodon callawayi [en] — Dentes achatados \| \| \| \| \| \| Phalarodon fraasi [en] — Dentes achatados \| \| \| \| |
|  | |
|  | Phalarodon callawayi [en] — Dentes achatados                                                                               |
|  | |
|  | Phalarodon fraasi [en] — Dentes achatados                                                                                  |
|  | |

|  | Phalarodon callawayi [en] — Dentes achatados |
|  |                                              |
|  | Phalarodon fraasi [en] — Dentes achatados    |
|  |                                              |

|  | Mixosaurus kuhnschnyderi [en] — Dentes arredondados |
|  |                                                     |
|  | Mixosaurus panxianensis [en] — Dentes arredondados  |
|  |                                                     |

|  | Phalarodon atavus [en] — Dentes cônicos                                                                                    |
|  | |
|  | \| \| Phalarodon callawayi [en] — Dentes achatados \| \| \| \| \| \| Phalarodon fraasi [en] — Dentes achatados \| \| \| \| |
|  | |
|  | Phalarodon callawayi [en] — Dentes achatados                                                                               |
|  | |
|  | Phalarodon fraasi [en] — Dentes achatados                                                                                  |
|  | |

|  | Phalarodon callawayi [en] — Dentes achatados |
|  |                                              |
|  | Phalarodon fraasi [en] — Dentes achatados    |
|  |                                              |

|  | Mixosaurus kuhnschnyderi [en] — Dentes arredondados |
|  |                                                     |
|  | Mixosaurus panxianensis [en] — Dentes arredondados  |
|  |                                                     |

|  | Phalarodon atavus [en] — Dentes cônicos                                                                                    |
|  | |
|  | \| \| Phalarodon callawayi [en] — Dentes achatados \| \| \| \| \| \| Phalarodon fraasi [en] — Dentes achatados \| \| \| \| |
|  | |
|  | Phalarodon callawayi [en] — Dentes achatados                                                                               |
|  | |
|  | Phalarodon fraasi [en] — Dentes achatados                                                                                  |
|  | |

|  | Phalarodon callawayi [en] — Dentes achatados |
|  |                                              |
|  | Phalarodon fraasi [en] — Dentes achatados    |
|  |                                              |

|  | Chaohusaurus geishanensis [en] — Dentes arredondados                                                                                             |
|  | |
|  | Chaohusaurus zhangjiawanensis [en] |
|  | |
|  | \| \| Chaohusaurus brevifemoralis [en] — Dentes arredondados \| \| \| \| \| \| Chaohusaurus chaoxianensis [en] — Dentes arredondados \| \| \| \| |
|  | |
|  | Chaohusaurus brevifemoralis [en] — Dentes arredondados                                                                                           |
|  | |
|  | Chaohusaurus chaoxianensis [en] — Dentes arredondados                                                                                            |
|  | |

|  | Chaohusaurus brevifemoralis [en] — Dentes arredondados |
|  |                                                        |
|  | Chaohusaurus chaoxianensis [en] — Dentes arredondados  |
|  |                                                        |

|  | Utatsusaurus [en] — Dentes cônicos                                                                      |
|  | |
|  | Parvinatator [en] — Dentes cônicos                                                                      |
|  | |
|  | \| \| Grippia — Dentes arredondados \| \| \| \| \| \| Gulosaurus [en] — Dentes arredondados \| \| \| \| |
|  | |
|  | Grippia — Dentes arredondados                                                                           |
|  | |
|  | Gulosaurus [en] — Dentes arredondados                                                                   |
|  | |

|  | Grippia — Dentes arredondados         |
|  |                                       |
|  | Gulosaurus [en] — Dentes arredondados |
|  |                                       |

|  | Cymbospondylus buchseri — Dentes cônicos |
|  |                                          |
|  | Cymbospondylus nichollsi                 |
|  |                                          |
|  | Cymbospondylus piscosus — Dentes cônicos |
|  |                                          |
|  | Thalattoarchon [en] — Dentes cônicos     |
|  |                                          |
|  | Xinminosaurus [en] — Dentes achatados    |
|  |                                          |

|  | Mixosaurus kuhnschnyderi [en] — Dentes arredondados |
|  |                                                     |
|  | Mixosaurus panxianensis [en] — Dentes arredondados  |
|  |                                                     |

|  | Phalarodon atavus [en] — Dentes cônicos                                                                                    |
|  | |
|  | \| \| Phalarodon callawayi [en] — Dentes achatados \| \| \| \| \| \| Phalarodon fraasi [en] — Dentes achatados \| \| \| \| |
|  | |
|  | Phalarodon callawayi [en] — Dentes achatados                                                                               |
|  | |
|  | Phalarodon fraasi [en] — Dentes achatados                                                                                  |
|  | |

|  | Phalarodon callawayi [en] — Dentes achatados |
|  |                                              |
|  | Phalarodon fraasi [en] — Dentes achatados    |
|  |                                              |

|  | Mixosaurus kuhnschnyderi [en] — Dentes arredondados |
|  |                                                     |
|  | Mixosaurus panxianensis [en] — Dentes arredondados  |
|  |                                                     |

|  | Phalarodon atavus [en] — Dentes cônicos                                                                                    |
|  | |
|  | \| \| Phalarodon callawayi [en] — Dentes achatados \| \| \| \| \| \| Phalarodon fraasi [en] — Dentes achatados \| \| \| \| |
|  | |
|  | Phalarodon callawayi [en] — Dentes achatados                                                                               |
|  | |
|  | Phalarodon fraasi [en] — Dentes achatados                                                                                  |
|  | |

|  | Phalarodon callawayi [en] — Dentes achatados |
|  |                                              |
|  | Phalarodon fraasi [en] — Dentes achatados    |
|  |                                              |

|  | Mixosaurus kuhnschnyderi [en] — Dentes arredondados |
|  |                                                     |
|  | Mixosaurus panxianensis [en] — Dentes arredondados  |
|  |                                                     |

|  | Phalarodon atavus [en] — Dentes cônicos                                                                                    |
|  | |
|  | \| \| Phalarodon callawayi [en] — Dentes achatados \| \| \| \| \| \| Phalarodon fraasi [en] — Dentes achatados \| \| \| \| |
|  | |
|  | Phalarodon callawayi [en] — Dentes achatados                                                                               |
|  | |
|  | Phalarodon fraasi [en] — Dentes achatados                                                                                  |
|  | |

|  | Phalarodon callawayi [en] — Dentes achatados |
|  |                                              |
|  | Phalarodon fraasi [en] — Dentes achatados    |
|  |                                              |

|  | Mixosaurus kuhnschnyderi [en] — Dentes arredondados |
|  |                                                     |
|  | Mixosaurus panxianensis [en] — Dentes arredondados  |
|  |                                                     |

|  | Phalarodon atavus [en] — Dentes cônicos                                                                                    |
|  | |
|  | \| \| Phalarodon callawayi [en] — Dentes achatados \| \| \| \| \| \| Phalarodon fraasi [en] — Dentes achatados \| \| \| \| |
|  | |
|  | Phalarodon callawayi [en] — Dentes achatados                                                                               |
|  | |
|  | Phalarodon fraasi [en] — Dentes achatados                                                                                  |
|  | |

|  | Phalarodon callawayi [en] — Dentes achatados |
|  |                                              |
|  | Phalarodon fraasi [en] — Dentes achatados    |
|  |                                              |

|  | Cymbospondylus buchseri — Dentes cônicos |
|  |                                          |
|  | Cymbospondylus nichollsi                 |
|  |                                          |
|  | Cymbospondylus piscosus — Dentes cônicos |
|  |                                          |
|  | Thalattoarchon [en] — Dentes cônicos     |
|  |                                          |
|  | Xinminosaurus [en] — Dentes achatados    |
|  |                                          |

|  | Mixosaurus kuhnschnyderi [en] — Dentes arredondados |
|  |                                                     |
|  | Mixosaurus panxianensis [en] — Dentes arredondados  |
|  |                                                     |

|  | Phalarodon atavus [en] — Dentes cônicos                                                                                    |
|  | |
|  | \| \| Phalarodon callawayi [en] — Dentes achatados \| \| \| \| \| \| Phalarodon fraasi [en] — Dentes achatados \| \| \| \| |
|  | |
|  | Phalarodon callawayi [en] — Dentes achatados                                                                               |
|  | |
|  | Phalarodon fraasi [en] — Dentes achatados                                                                                  |
|  | |

|  | Phalarodon callawayi [en] — Dentes achatados |
|  |                                              |
|  | Phalarodon fraasi [en] — Dentes achatados    |
|  |                                              |

|  | Mixosaurus kuhnschnyderi [en] — Dentes arredondados |
|  |                                                     |
|  | Mixosaurus panxianensis [en] — Dentes arredondados  |
|  |                                                     |

|  | Phalarodon atavus [en] — Dentes cônicos                                                                                    |
|  | |
|  | \| \| Phalarodon callawayi [en] — Dentes achatados \| \| \| \| \| \| Phalarodon fraasi [en] — Dentes achatados \| \| \| \| |
|  | |
|  | Phalarodon callawayi [en] — Dentes achatados                                                                               |
|  | |
|  | Phalarodon fraasi [en] — Dentes achatados                                                                                  |
|  | |

|  | Phalarodon callawayi [en] — Dentes achatados |
|  |                                              |
|  | Phalarodon fraasi [en] — Dentes achatados    |
|  |                                              |

|  | Mixosaurus kuhnschnyderi [en] — Dentes arredondados |
|  |                                                     |
|  | Mixosaurus panxianensis [en] — Dentes arredondados  |
|  |                                                     |

|  | Phalarodon atavus [en] — Dentes cônicos                                                                                    |
|  | |
|  | \| \| Phalarodon callawayi [en] — Dentes achatados \| \| \| \| \| \| Phalarodon fraasi [en] — Dentes achatados \| \| \| \| |
|  | |
|  | Phalarodon callawayi [en] — Dentes achatados                                                                               |
|  | |
|  | Phalarodon fraasi [en] — Dentes achatados                                                                                  |
|  | |

|  | Phalarodon callawayi [en] — Dentes achatados |
|  |                                              |
|  | Phalarodon fraasi [en] — Dentes achatados    |
|  |                                              |

|  | Mixosaurus kuhnschnyderi [en] — Dentes arredondados |
|  |                                                     |
|  | Mixosaurus panxianensis [en] — Dentes arredondados  |
|  |                                                     |

|  | Phalarodon atavus [en] — Dentes cônicos                                                                                    |
|  | |
|  | \| \| Phalarodon callawayi [en] — Dentes achatados \| \| \| \| \| \| Phalarodon fraasi [en] — Dentes achatados \| \| \| \| |
|  | |
|  | Phalarodon callawayi [en] — Dentes achatados                                                                               |
|  | |
|  | Phalarodon fraasi [en] — Dentes achatados                                                                                  |
|  | |

|  | Phalarodon callawayi [en] — Dentes achatados |
|  |                                              |
|  | Phalarodon fraasi [en] — Dentes achatados    |
|  |                                              |

|  | Utatsusaurus [en] — Dentes cônicos                                                                      |
|  | |
|  | Parvinatator [en] — Dentes cônicos                                                                      |
|  | |
|  | \| \| Grippia — Dentes arredondados \| \| \| \| \| \| Gulosaurus [en] — Dentes arredondados \| \| \| \| |
|  | |
|  | Grippia — Dentes arredondados                                                                           |
|  | |
|  | Gulosaurus [en] — Dentes arredondados                                                                   |
|  | |

|  | Grippia — Dentes arredondados         |
|  |                                       |
|  | Gulosaurus [en] — Dentes arredondados |
|  |                                       |

|  | Cymbospondylus buchseri — Dentes cônicos |
|  |                                          |
|  | Cymbospondylus nichollsi                 |
|  |                                          |
|  | Cymbospondylus piscosus — Dentes cônicos |
|  |                                          |
|  | Thalattoarchon [en] — Dentes cônicos     |
|  |                                          |
|  | Xinminosaurus [en] — Dentes achatados    |
|  |                                          |

|  | Mixosaurus kuhnschnyderi [en] — Dentes arredondados |
|  |                                                     |
|  | Mixosaurus panxianensis [en] — Dentes arredondados  |
|  |                                                     |

|  | Phalarodon atavus [en] — Dentes cônicos                                                                                    |
|  | |
|  | \| \| Phalarodon callawayi [en] — Dentes achatados \| \| \| \| \| \| Phalarodon fraasi [en] — Dentes achatados \| \| \| \| |
|  | |
|  | Phalarodon callawayi [en] — Dentes achatados                                                                               |
|  | |
|  | Phalarodon fraasi [en] — Dentes achatados                                                                                  |
|  | |

|  | Phalarodon callawayi [en] — Dentes achatados |
|  |                                              |
|  | Phalarodon fraasi [en] — Dentes achatados    |
|  |                                              |

|  | Mixosaurus kuhnschnyderi [en] — Dentes arredondados |
|  |                                                     |
|  | Mixosaurus panxianensis [en] — Dentes arredondados  |
|  |                                                     |

|  | Phalarodon atavus [en] — Dentes cônicos                                                                                    |
|  | |
|  | \| \| Phalarodon callawayi [en] — Dentes achatados \| \| \| \| \| \| Phalarodon fraasi [en] — Dentes achatados \| \| \| \| |
|  | |
|  | Phalarodon callawayi [en] — Dentes achatados                                                                               |
|  | |
|  | Phalarodon fraasi [en] — Dentes achatados                                                                                  |
|  | |

|  | Phalarodon callawayi [en] — Dentes achatados |
|  |                                              |
|  | Phalarodon fraasi [en] — Dentes achatados    |
|  |                                              |

|  | Mixosaurus kuhnschnyderi [en] — Dentes arredondados |
|  |                                                     |
|  | Mixosaurus panxianensis [en] — Dentes arredondados  |
|  |                                                     |

|  | Phalarodon atavus [en] — Dentes cônicos                                                                                    |
|  | |
|  | \| \| Phalarodon callawayi [en] — Dentes achatados \| \| \| \| \| \| Phalarodon fraasi [en] — Dentes achatados \| \| \| \| |
|  | |
|  | Phalarodon callawayi [en] — Dentes achatados                                                                               |
|  | |
|  | Phalarodon fraasi [en] — Dentes achatados                                                                                  |
|  | |

|  | Phalarodon callawayi [en] — Dentes achatados |
|  |                                              |
|  | Phalarodon fraasi [en] — Dentes achatados    |
|  |                                              |

|  | Mixosaurus kuhnschnyderi [en] — Dentes arredondados |
|  |                                                     |
|  | Mixosaurus panxianensis [en] — Dentes arredondados  |
|  |                                                     |

|  | Phalarodon atavus [en] — Dentes cônicos                                                                                    |
|  | |
|  | \| \| Phalarodon callawayi [en] — Dentes achatados \| \| \| \| \| \| Phalarodon fraasi [en] — Dentes achatados \| \| \| \| |
|  | |
|  | Phalarodon callawayi [en] — Dentes achatados                                                                               |
|  | |
|  | Phalarodon fraasi [en] — Dentes achatados                                                                                  |
|  | |

|  | Phalarodon callawayi [en] — Dentes achatados |
|  |                                              |
|  | Phalarodon fraasi [en] — Dentes achatados    |
|  |                                              |

|  | Cymbospondylus buchseri — Dentes cônicos |
|  |                                          |
|  | Cymbospondylus nichollsi                 |
|  |                                          |
|  | Cymbospondylus piscosus — Dentes cônicos |
|  |                                          |
|  | Thalattoarchon [en] — Dentes cônicos     |
|  |                                          |
|  | Xinminosaurus [en] — Dentes achatados    |
|  |                                          |

|  | Mixosaurus kuhnschnyderi [en] — Dentes arredondados |
|  |                                                     |
|  | Mixosaurus panxianensis [en] — Dentes arredondados  |
|  |                                                     |

|  | Phalarodon atavus [en] — Dentes cônicos                                                                                    |
|  | |
|  | \| \| Phalarodon callawayi [en] — Dentes achatados \| \| \| \| \| \| Phalarodon fraasi [en] — Dentes achatados \| \| \| \| |
|  | |
|  | Phalarodon callawayi [en] — Dentes achatados                                                                               |
|  | |
|  | Phalarodon fraasi [en] — Dentes achatados                                                                                  |
|  | |

|  | Phalarodon callawayi [en] — Dentes achatados |
|  |                                              |
|  | Phalarodon fraasi [en] — Dentes achatados    |
|  |                                              |

|  | Mixosaurus kuhnschnyderi [en] — Dentes arredondados |
|  |                                                     |
|  | Mixosaurus panxianensis [en] — Dentes arredondados  |
|  |                                                     |

|  | Phalarodon atavus [en] — Dentes cônicos                                                                                    |
|  | |
|  | \| \| Phalarodon callawayi [en] — Dentes achatados \| \| \| \| \| \| Phalarodon fraasi [en] — Dentes achatados \| \| \| \| |
|  | |
|  | Phalarodon callawayi [en] — Dentes achatados                                                                               |
|  | |
|  | Phalarodon fraasi [en] — Dentes achatados                                                                                  |
|  | |

|  | Phalarodon callawayi [en] — Dentes achatados |
|  |                                              |
|  | Phalarodon fraasi [en] — Dentes achatados    |
|  |                                              |

|  | Mixosaurus kuhnschnyderi [en] — Dentes arredondados |
|  |                                                     |
|  | Mixosaurus panxianensis [en] — Dentes arredondados  |
|  |                                                     |

|  | Phalarodon atavus [en] — Dentes cônicos                                                                                    |
|  | |
|  | \| \| Phalarodon callawayi [en] — Dentes achatados \| \| \| \| \| \| Phalarodon fraasi [en] — Dentes achatados \| \| \| \| |
|  | |
|  | Phalarodon callawayi [en] — Dentes achatados                                                                               |
|  | |
|  | Phalarodon fraasi [en] — Dentes achatados                                                                                  |
|  | |

|  | Phalarodon callawayi [en] — Dentes achatados |
|  |                                              |
|  | Phalarodon fraasi [en] — Dentes achatados    |
|  |                                              |

|  | Mixosaurus kuhnschnyderi [en] — Dentes arredondados |
|  |                                                     |
|  | Mixosaurus panxianensis [en] — Dentes arredondados  |
|  |                                                     |

|  | Phalarodon atavus [en] — Dentes cônicos                                                                                    |
|  | |
|  | \| \| Phalarodon callawayi [en] — Dentes achatados \| \| \| \| \| \| Phalarodon fraasi [en] — Dentes achatados \| \| \| \| |
|  | |
|  | Phalarodon callawayi [en] — Dentes achatados                                                                               |
|  | |
|  | Phalarodon fraasi [en] — Dentes achatados                                                                                  |
|  | |

|  | Phalarodon callawayi [en] — Dentes achatados |
|  |                                              |
|  | Phalarodon fraasi [en] — Dentes achatados    |
|  |                                              |

### História evolutiva
O surgimento dos ictiossauromorfos fez parte da recuperação dos ecossistemas marinhos após o devastador evento de extinção Permo-Triássico. Acreditava-se que os ecossistemas marinhos não recuperaram sua diversidade total até 5 a 10 milhões de anos após a extinção em massa, e que os répteis marinhos se recuperaram mais lentamente do que outras linhagens. No entanto, a descoberta de diversas faunas de répteis marinhos no Triássico Inferior, incluindo o Cartorhynchus, demonstrou que isso não era verdade. Em particular, os ictiossauriformes apareceram pela primeira vez durante o subestágio Espatiano do estágio Olenekiano e rapidamente alcançaram alta diversidade funcional no primeiro milhão de anos de sua evolução. Eles ocuparam diversos nichos ecológicos apesar da baixa diversidade de espécies, incluindo espécies demersais (que vivem no fundo) como hupehsuchianos e nasorostrans, e espécies pelágicas (de águas abertas) como ictiopterígios.

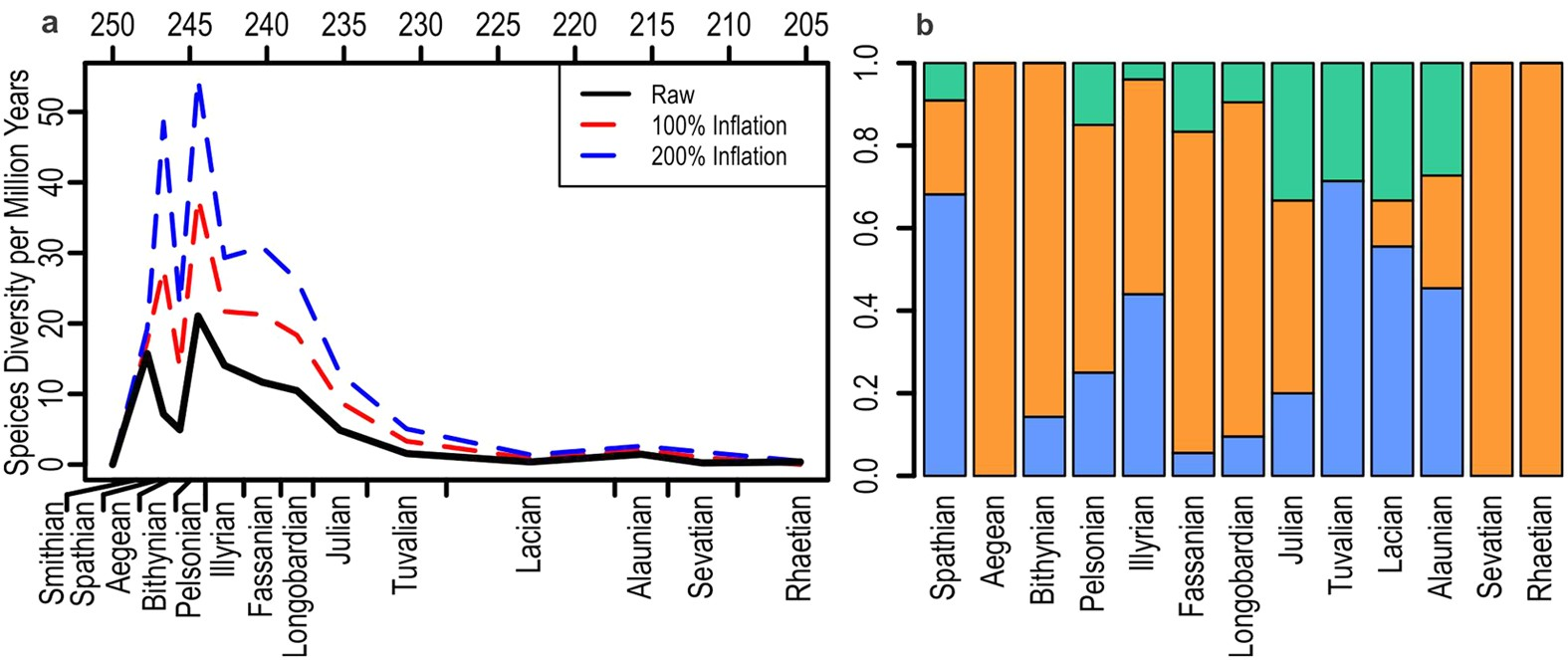
Diversidade taxonômica de répteis marinhos triássicos; note os dois picos de diversidade e o gargalo entre eles

 Muitos ictiossauriformes do Triássico Inferior e Médio possuíam dentes molariformes (mostrados na árvore filogenética acima), incluindo o Cartorhynchus; tais dentes indicam uma dieta baseada, ao menos parcialmente, em animais de concha dura. Em 2020, Huang e colegas realizaram uma reconstrução do estado ancestral [en] dos dentes entre ictiossauromorfos. Métodos probabilísticos sugeriram que dentes arredondados ou achatados evoluíram independentemente cinco vezes, enquanto métodos baseados em parcimônia sugeriram que eles evoluíram independentemente de três a cinco vezes. Huang e colegas observaram que o desenvolvimento de dentes molariformes ocorreu independentemente várias vezes em animais aquáticos (incluindo várias linhagens de lagarto monitor, moreia, e peixes esparídeos e ciclídeos), e, portanto, a frequência entre ictiossauriformes não é excepcionalmente alta. Eles também notaram que os ictiossauriformes do Triássico Inferior geralmente tinham dentes pequenos e arredondados; os dentes dos ictiossauriformes do Triássico Médio eram mais diversos em tamanho e forma, o que correlaciona com o aumento da diversidade de invertebrados. Assim, eles sugeriram que a diversificação dos ictiossauriformes foi parcialmente impulsionada pela evolução de presas de concha dura.
No entanto, hupehsuchianos e nasorostrans foram extintos na fronteira entre o Triássico Inferior e Médio, produzindo um "gargalo taxonômico". Na fronteira, mudanças no nível do mar e vulcanismo levaram a oceanos com baixo teor de oxigênio, produzindo uma característica assinatura isotópica de carbono de material orgânico em decomposição nas camadas rochosas na fronteira. Os ictiossauriformes não recuperaram sua diversidade após essa transição, com os Sauropterygia e Saurosphargidae [en] impulsionando uma segunda onda de diversificação que durou de três a cinco milhões de anos.

## Paleobiologia

### Dieta

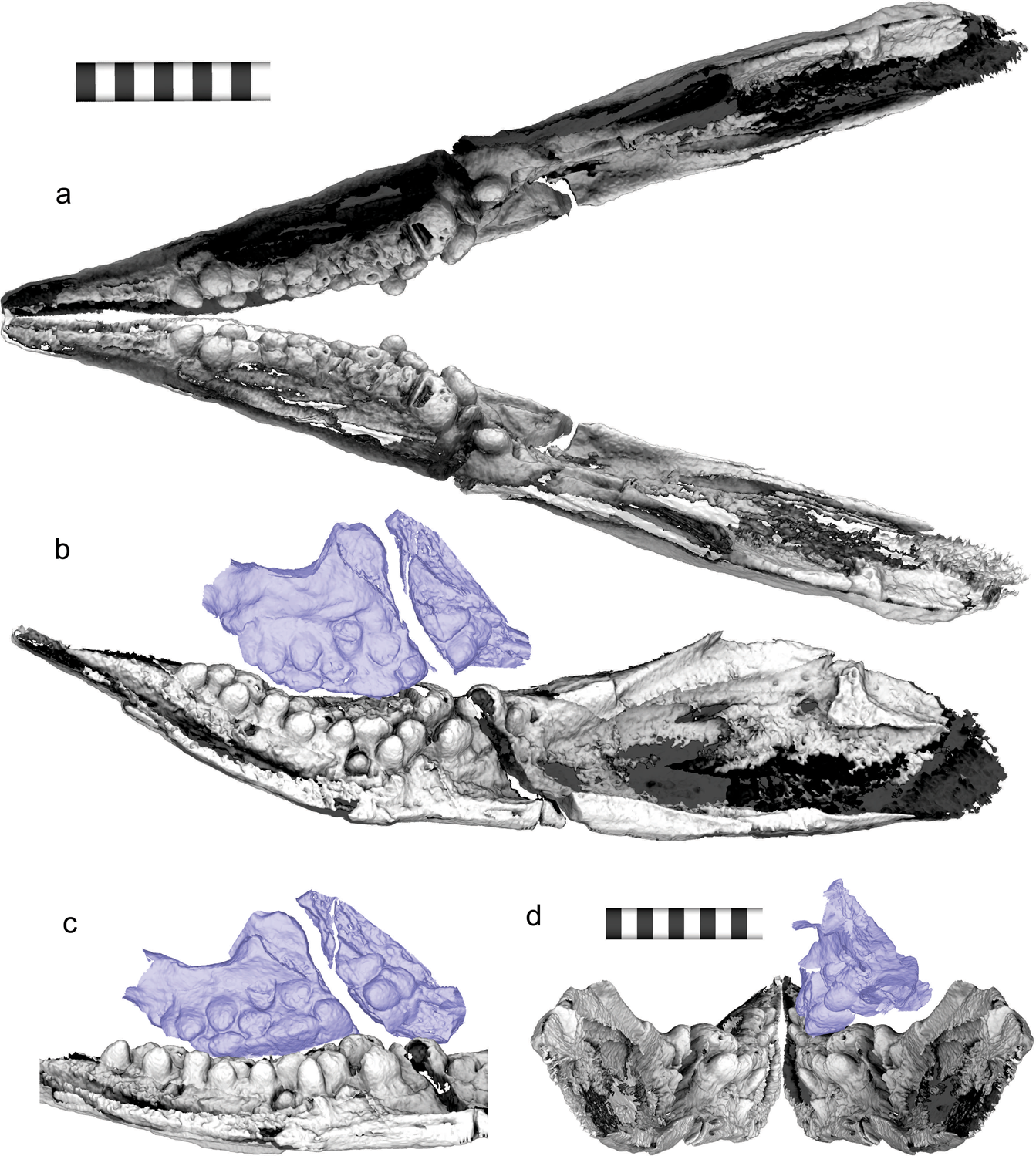
Reconstrução 3D das dentárias e maxila como se articulariam em vida, em múltiplas vistas

Motani e colegas levantaram a hipótese em 2014 de que o Cartorhynchus era um alimentador por sucção [en], concentrando pressão em seu focinho estreito. Isso foi apoiado pela robustez de seu hioide e elemento hiobranquial (que ancorariam a língua), e pela observação incorreta de ausência de dentes. Inferências semelhantes foram feitas posteriormente para o Sclerocormus. Shastasaurus e Shonisaurus haviam sido interpretados anteriormente como ictiossauros alimentadores por sucção, mas uma análise quantitativa de ictiossauros do Triássico e Jurássico por Motani e colegas em 2013 mostrou que nenhum deles tinha ossos hiobranquiais suficientemente robustos ou focinhos suficientemente estreitos para permitir alimentação por sucção.
A descoberta de dentes molariformes no Cartorhynchus levou Huang e colegas a concluir em 2020 que o Cartorhynchus era durofágico [en], alimentando-se de presas de concha dura. Eles observaram que isso não contradizia um estilo de vida de alimentação por sucção; alguns peixes esparídeos são tanto durofágicos quanto alimentadores por sucção. No entanto, eles sugeriram que o Cartorhynchus estaria restrito a se alimentar de presas pequenas. Quanto à orientação horizontal dos dentes, eles observaram superfícies de desgaste que indicavam que as laterais dos dentes ocludiam entre si, em vez das coroas. No entanto, notaram que os dentes são estruturalmente mais fortes em suas pontas, não nas laterais, sob as altas tensões de mordidas esmagadoras. Eles sugeriram que a mandíbula pode ter sido torcida durante a preservação, ou que tecidos moles como colágeno que sustentavam os dentes em vida podem ter sido perdidos, embora admitissem que nenhuma dessas hipóteses explicaria os padrões de desgaste. Finalmente, eles observaram que os dentes inferiores sem correspondentes superiores eram incomuns; eles não mostram padrões de desgaste, e não há evidências de mecanismos musculares que permitiriam que as duas mandíbulas fossem usadas uma contra a outra. Portanto, inferiram que esses dentes provavelmente não eram usados contra outros dentes.

### Membros e locomoção

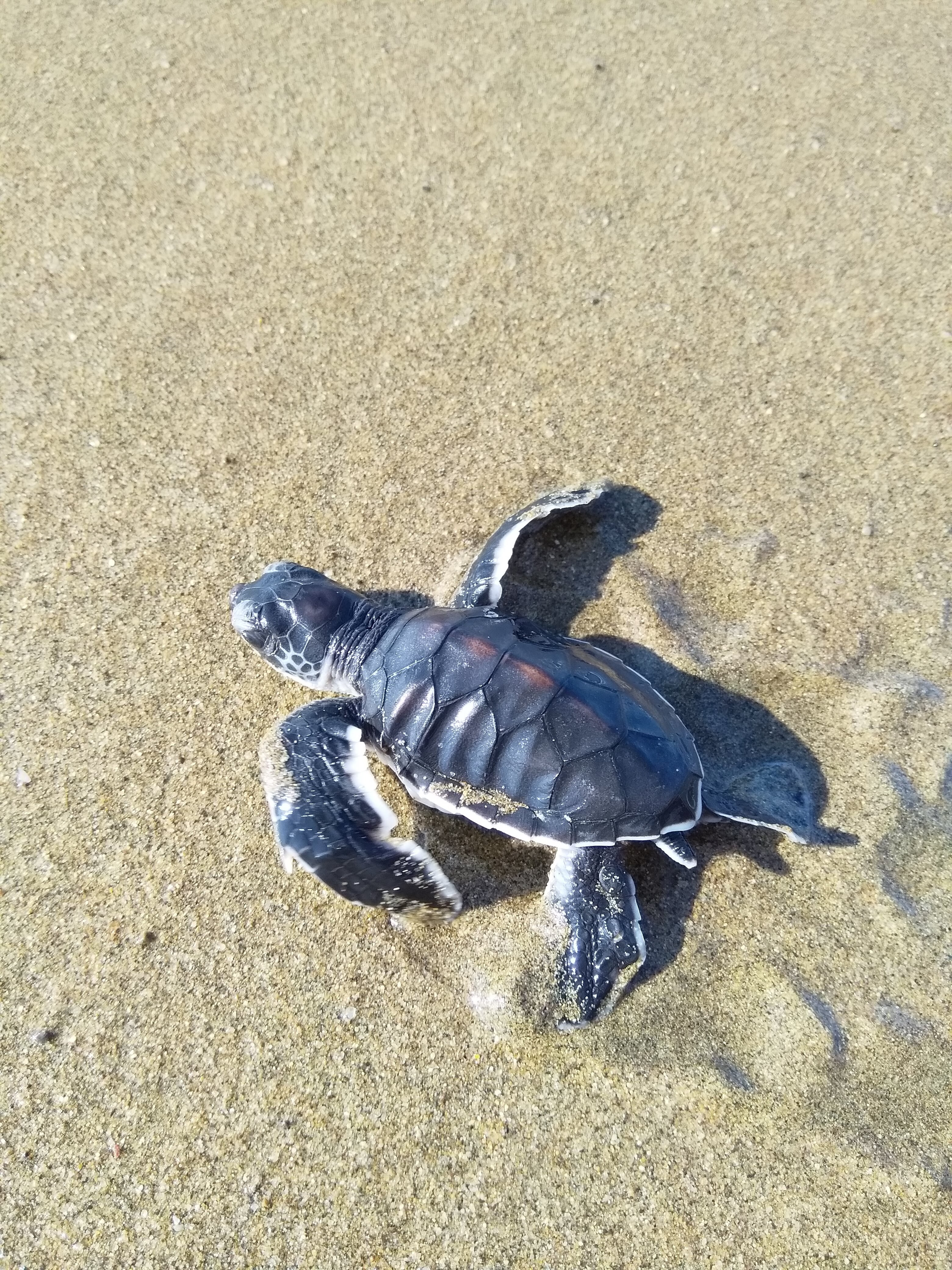
O Cartorhynchus pode ter usado suas nadadeiras de maneira semelhante a tartarugas marinhas jovens

O Cartorhynchus tinha membros pouco ossificados, apesar de seu crânio e vértebras bem ossificados. No entanto, Motani e colegas sugeriram em 2014 que ele ainda era um adulto, pois muitos membros iniciais de linhagens de répteis marinhos têm membros pouco ossificados devido à pedomorfose (retenção de características imaturas na idade adulta), embora não descartassem completamente a possibilidade de ser um juvenil devido à existência de apenas um espécime.
No caso do Cartorhynchus, Motani e colegas propuseram que as grandes nadadeiras dos membros anteriores teriam permitido que ele se movesse em terra firme, tornando-o anfíbio. A extensa cartilagem na articulação do punho teria permitido que a nadadeira se dobrasse sem um cotovelo; tartarugas marinhas jovens têm nadadeiras cartilaginosas semelhantes que usam para se mover em terra. Embora sua nadadeira não fosse particularmente forte, o Cartorhynchus era relativamente leve, com uma relação entre massa corporal e área da nadadeira menor que a do Chaohusaurus. As nadadeiras curvadas teriam permitido que fossem mantidas próximas ao corpo. Motani e colegas sugeriram que outros traços do Cartorhynchus também teriam auxiliado em um estilo de vida anfíbio, incluindo o tronco e o focinho curtos, e as costelas espessas (que teriam servido como lastro, estabilizando o animal em águas próximas à costa).

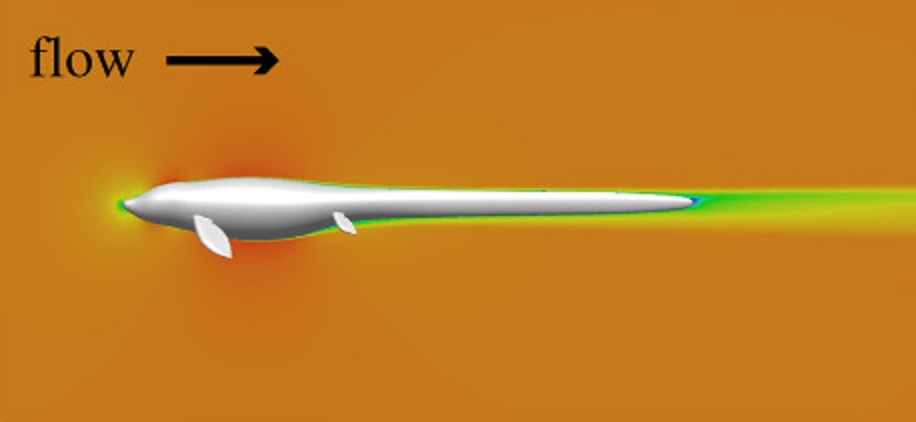
Simulação de velocidade de fluxo; cores frias denotam fluxo mais lento

 Um estudo de 2019 por Susana Gutarra e colegas usou simulações computacionais para estimar o custo energético da natação em ictiossauriformes. Ictiossauriformes iniciais com corpos em forma de lagarto e caudas alongadas sem enrolamento, como o Cartorhynchus, teriam empregado natação anguiliforme [en] (semelhante a enguias), enquanto ictiossauriformes posteriores com corpos mais profundos, semelhantes a peixes, e nadadeiras caudais bem definidas teriam usado natação carangiforme [en] (semelhante a cavalas). Geralmente, considera-se que a natação anguiliforme é menos eficiente que a carangiforme. De fato, Gutarra e colegas descobriram que o custo energético da natação a 1 m/s era de 24 a 42 vezes maior no Cartorhynchus do que no ictiossauro Ophthalmosaurus (dependendo se o modo de natação é considerado), e seu coeficiente de arrasto era 15% maior que o do Tursiops. No entanto, o Cartorhynchus provavelmente nadava em velocidades mais lentas, exigindo menos eficiência, e as vantagens da natação carangiforme em ictiossauriformes posteriores e maiores também foram compensadas pelo aumento do tamanho corporal.

## Paleoecologia

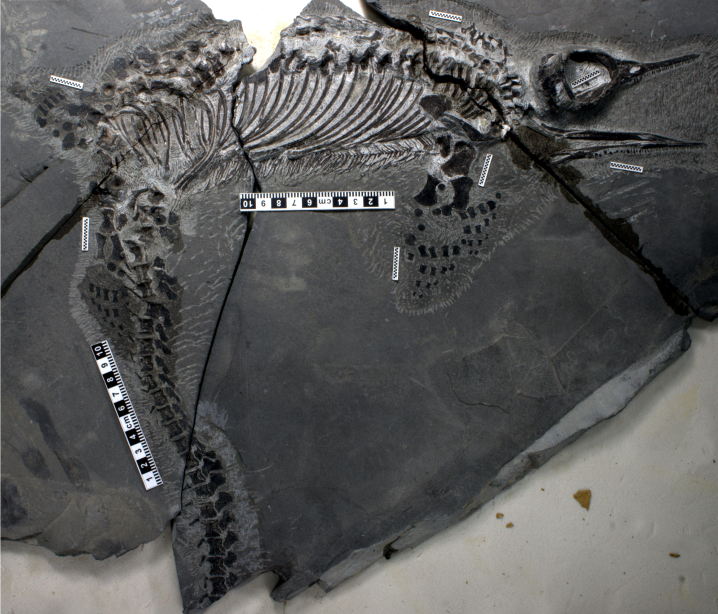
Chaohusaurus é encontrado nas mesmas camadas que o Cartorhynchus

A Camada 633 da Pedreira Majiashan, onde o Cartorhynchus foi encontrado, é uma camada de calcário argiloso cinza, localizada 13 m acima da base do Membro Superior da Formação Nanlinghu. Ela é delimitada acima e abaixo por camadas de margais amareladas. Em termos de bioestratigrafia de ammonoidea, essa camada pertence à zona de Subcolumbites. Estimativas de datação de alta resolução foram produzidas para as camadas do Olenekiano expostas na Pedreira Majiashan com base em registros isotópicos de carbono-13 no ciclo do carbono e registros de raios gama espectrais (que medem a quantidade de radiação em rochas de origem astronômica); a Camada 633, em particular, foi estimada em 248,41 Ma de idade. Durante o Triássico Médio, as camadas de Chaohu foram depositadas em uma bacia oceânica relativamente distante da costa, que era limitada ao sul por águas mais rasas e plataformas carbonáticas, e ao norte por uma encosta continental e bacias mais profundas.
Os ictiossauriformes Sclerocormus e Chaohusaurus são encontrados na Pedreira Majiashan junto com o Cartorhynchus; o Sclerocormus é conhecido da Camada 719, mais jovem (248,16 Milhões de anos), enquanto o Chaohusaurus é encontrado em ambas as camadas. O sauropterígio Majiashanosaurus [en] é conhecido da Camada 643. A diversidade de peixes na Pedreira Majiashan é menor que em outras localidades; o peixe mais comum é o Chaohuperleidus, o membro mais antigo conhecido dos Perleidiformes [en], mas uma espécie do amplamente distribuído Saurichthys e vários peixes não descritos também são conhecidos. Presas invertebradas potenciais para o Cartorhynchus incluem pequenos amonites e bivalves, e o Thylacocephala artrópode Ankitokazocaris.